# 日常 (漫画)
『日常』（にちじょう、nichijou）は、あらゐけいいちによる日本の漫画作品。KADOKAWA（旧角川書店）の『月刊少年エース』誌上で、2006年（平成18年）の5月から10月にかけて読み切りを掲載したのち、同年11月から連載に移行。2015年（平成27年）12月号を最後に連載を一旦終了するも、2021年（令和3年）12月号から再開したが、2025年2月号から多忙によるスケジュール調整により長期休載となっている。
2011年（平成23年）にはテレビアニメ化も行われた。

## 概要
時定高校を中心とした不条理な「日常」を題材にしたシュールな作風の漫画で、登場人物の多くが非常に個性的、かつ変わった言動を繰り返し、奇想天外な出来事の続発に翻弄されるのが基調。ストーリー（ショートギャグ）漫画版・4コマ漫画版の双方が存在する。登場人物の姓に群馬県内の実在の地名が多数用いられ、群馬県ローカルな名物の一つ「上毛かるた」が作中に登場するなど、群馬出身の作者らしいご当地ネタも多い。
2015年（平成27年）3月には、日本のポップカルチャーの代表を国民投票で決定する読売新聞社主催の『SUGOI JAPAN』の初代グランプリが12日、都内で行われた授賞式で発表され、『日常』がマンガ部門の第6位に選出された。
2022年（令和4年）の8月5日から31日まで、KADOKAWAのウェブ漫画雑誌（ウェブコミックサイト）『ヤングエースUP』で、全10巻分192話が無料公開された。
2023年5月、『コンプティーク』6月号に15年振りに出張版が掲載され、同号では本作の特集が組まれた。

## 登場人物
「声」はOVA・テレビアニメ版での担当声優。前述の様に、群馬県の地名等が苗字に使われているキャラクターが多い。それだけでなく、全国の地名・駅名なども使われている。

### 時定高校
本作品の主な舞台となる県立高校。読みは「ときさだめ」高校で、時定市に所在する。教育方針としては生徒の自主性を重んじている。偏差値は54（単行本2巻カバー裏）。年に一度風船を飛ばす行事がある。モデルは作者のあらゐけいいちが卒業した群馬県立伊勢崎商業高等学校である。

#### 1年Q組
相生 祐子（あいおい ゆうこ）
声 - 本多真梨子
人気投票：3位
元気で明るい性格の16歳。通称「ゆっこ」。作中では苗字かこの通称で呼ばれることが多く、祐子と呼ばれている場面はない。血液型はA型・RH(-)、星座は山羊座。茶色のショートヘアで中背。一人称は「私」。誕生日は12月26日。
感情豊かでお調子者な性格のムードメーカー。基本的にツッコミ気質であるが、その行動は大抵空転し突っ込まれるボケ役に陥ることも少なくない。一人でいるときも様々な悩みから心の中で葛藤を繰り広げている。意識的、無意識に関わらず突拍子もないおかしな行動を取ることがあるが、他人に見られて恥ずかしいという気持ちはあるようである。普段は朗らかで相手に何を言われても明るく受け流すが、直接「バカ」と言われると切れるスイッチが入り毒舌を振るう。なのがロボットだと気づいている様子だが、「一人の人間」として受け入れるなど、実はとても器の大きい性格の持ち主である。
運動神経は良いが勉強嫌いで成績は悪く、宿題をよく忘れるため高崎先生も手を焼いている。作中では廊下に立たされていることも多い。おやじギャグが好き。
クラスメイトのみおや麻衣と仲がよく、学校外でも一緒に出かけたりと行動を共にする機会が多い。
チッさんという名の猫（声 - 今野宏美）を飼っており、小屋には「無我」と書かれている。
単行本10巻にて新種の鳥を2羽、生物を1匹を発見。
未来では海外にいるらしく、頭にターバンを巻いた軍服のような姿で登場する。
長野原 みお（ながのはら みお）
声 - 相沢舞
人気投票：5位
ゆっこの親友。一人称は「私」。瞳は青色で、水色の髪の毛を左右両側で小さな木製キューブの髪留め（300円/23話参照）で縛っている（キューブ付きのゴムではなくキューブの中央付近から髪が出ている）。この髪留めは高校の合格祝いに姉であるよしのから贈られたもの。また、ゆっこが居眠りのときに見る夢では古代兵器を復活させるアイテム「ウッドキューブ」となっており、みおの髪留めから先の「しっぽ」と並んで、作中でのギャグや漫画のネタ、プレゼント企画にまで利用されている（後述）。ときどき色の濃い靴下を着用する。誕生日は3月10日。
ゆっことは逆に勉強は出来るがスポーツは苦手。ゆっこはみおに高跳びを教える際にかなり手を焼いていた。しかし運動神経は人並み以上にあり、本人曰く「ルールが絡むとダメ」。
普段は基本的に友人思いな性格の常識人であり、心の広さや包容力も持ちあわせているが、食べ物や自分の描いた漫画関係においては容赦しなかったり、調子に乗りすぎたゆっこに本気でキレて暴言を吐いて大喧嘩したりと、しっかりと裏表のある人間らしい性格をしている。暴走するゆっこや麻衣に対するツッコミ担当であるものの、みお自身が暴走することも多い。ゆっこと一緒になって不幸や珍事に巻き込まれたり、奇妙な遊び等に興じたりすることもある。また、作中ではシュールな変顔描写や怒り等で叫ぶシーンが最も多いキャラでもある。
ボーイズラブ系の漫画を好む、いわゆる腐女子。自分でも漫画を書いており、「長野原大介」というペンネームで雑誌に投稿もしているなど、割と本格的に漫画家になることを夢見ている。漫画を書いている事に関して初期はその内容から他人にバレないようにしており、誰かに見られた際には撃沈を繰り返していたが、後にゆっこたち友人に打ち明けることとなる。
笹原に惚れており、その思いの大きさは彼の奇行・言動を作中において割と常識人であるはずのみおに感じさせないほど。乙女チックな妄想に花を咲かせることもある。笹原がみさとと腕を組み歩いている姿を見たときは激しく動揺、放心、心身喪失状態に陥り暴走した。
数量限定のケーキを購入する、非常に長い商品名のコーヒーをスラスラ注文することができる、カレーにはマヨネーズをかける派と公言している等、飲食にこだわりがあるような面も見受けられる。お化け屋敷は苦手。
時定第九小学校出身。中学時代は「ながのん」というあだ名で呼ばれており、髪型は普通のおさげ髪だった。ゆっこや麻衣とは高校入学後からの付き合い。
未来では漫画家ではなくイラストレーターになり、アシスタントが付く程に成長している。きっかけは漫画家新人賞の応募先である『甘楽出版社』コミック部ではない部署（おそらく連載小説を扱う部署）に届けられたこと。
水上 麻衣（みなかみ まい）
声 - 富樫美鈴
人気投票：6位
頭の良い優等生でゆっこやみおの親友。黒髪のロングヘアで眼鏡をかけており、目は多くの場合眠たげな半開。誕生日は10月24日。
無表情かつ口数も少ないが、豪快なボケを平然と実行し、周囲をどこまでも翻弄する問題児。特にゆっこ相手には容赦ない強烈なボケを連発するが、逆にゆっこの無茶ぶりにも付き合うことがある。非常にマイペースであり、基本的に人に言われた通りのことはせず、やりたい放題に振舞う。キャンプの際には飲酒したりもする(アニメ版では変更)。
仏像が好きという一風変わった趣味がある仏女で、校長からもらった小さい木製の弥勒菩薩像を大切にしている。また、自身でも一から仏像を彫り起こせるほどの技量を持ち、大木で彫ることもできる。仏像の他には読書が好きで、自分の家や教室はおろか友人の家でもよく本を読んでいる。
作中で運動が得意かどうかは明記されていないが、腕相撲でゆっこを何度も瞬殺するなど、身体能力の高さは垣間見られる。また、絵を描くことが上手く様々な絵柄を器用に使い分けることができるが、普段は仏像を中心にシュールな絵を描く。教室では眠っていることも多いが、学力は高いとされる。
ゆっことは同じ中学出身。アラスカからの帰国子女で、中学三年の時にゆっこのクラスに転入してきた。当時から性格は変わっておらず、積極的に友人を作るタイプではなかったようだが、ゆっことは席が隣であったため何度も話しかけられるうちに親しくなり、特別な感覚を抱き、そこと絡めた無茶振りをゆっこにしたりもした。また、当時の髪型はショートヘアーだった。
他人にあまり関心を示さないが子供は好きらしく、一人で東雲研究所に行った時は自分で彫った大威徳明王像をはかせにプレゼントしようとしたり、はかせを喜ばせるためサメの絵を非常に丁寧に描く姿が見られた。また無表情である事が多く感情の起伏がわかり辛いが、はかせに対しては一喜一憂を見せたり、本を読んで感動で涙を見せる場面もある。
動物も好きであり、家では猫と2匹の犬（オグリキャップ：声 - 白石稔、ピョン：声 - 佐土原かおり、味里）を飼っている。
未来では保育士をしている模様。見た目もショートヘアに戻し、表情も柔らかくなる等大きく変化しているが、中身は相変わらずである。
東雲 なの（しののめ なの）
声 - 古谷静佳
後述の東雲研究所の項を参照。
安中 榛名（あんなか はるな）
声 - 佐土原かおり
人気投票：12位
黄色のショートヘアで、頭の上の赤い大きなリボンが特徴の女子。口癖は「えー!?」。誕生日は8月11日。
ギャグシーンでボケ役や珍事態に翻弄される役回りの常識人。趣味はクラスメイトとのおしゃべり。近所で開催される催し物に無邪気に参加するが、その度に理不尽な目にあう。催し物に限らず、安中の楽しみにしている事に対しては、ほぼ毎回非常識な事態が待ち構えている。
ゆっこの催眠術にかけられ暴走した際は結果的に中之条と付き合っているという噂を流された。
桜井に「リボンが大きすぎる」と指導を受けたときには、軽いノリでその場をやりすごすなどちゃっかりした一面もある。
景品に釘を刺して取れなくしている祭りの悪質露店で射的をするが、景品の茄子を弾で破壊して釘を露出させて店主に抗議すると、店主に逆ギレされて2度と来るなと言われる。
中之条 剛（なかのじょう つよし）
声 - 山本和臣
人気投票：14位
金髪のモヒカン頭が特徴の男子。年齢は15歳で一人称は「僕」。出席番号は12番（アニメ版では23番）。田中と仲が良い。安中と同じく、損な役回りを受けることが多い。合気道を習得している。誕生日は5月21日。
特徴的なモヒカン頭は親から遺伝してしまった「横から髪が伸びない体質」のため。またこの髪型のせいで、不良と勘違いされることもある。不幸な目に遭い、何度か頭がスキンヘッドになってしまった時期もある。
見た目に反して普段は大人しく真面目な性格。夢は科学者で、非科学的な事を否定するために片道8時間かけて恐山のイタコに会いに行ったり、近所の寺に訪問して住職にカマをかけようとしたりするなど意外と行動的。ゆっこの催眠術をエンターテインメントの一種だと馬鹿にしたり、幽霊やUFOを見たというような言動をされると自分がからかわれていると思い込み怒る一面もある。また、小鳥の巣を作ってやるなど優しい面もある。
家業の大福屋を継がされそうな気配のため父親に反抗している。
田中（たなか）
人気投票：21位
声 - 山口浩太
黒色のアフロヘアーが特徴の男子。霊媒体質で、性格はお調子者。中之条と仲が良い。誕生日は9月2日。
アフロヘアーの中はどら焼きが入っていたり鳥が住み着いていたりすることがある。アフロは自毛ではなく個性を出すために着用しているカツラ。自毛の髪型は少し長めの天然パーマである。おいしい所を持っていくので、ゆっこや高崎先生から「田中のヤロー！」と突っ込まれる。8巻から9巻の途中まではアフロが小鳥の巣の代わりになったため地毛で過ごしていた。非科学的とし、中之条にとって否定的なお経を唱えて憑き物を祓ったりもした。

#### 2年P組
笹原 幸治郎（ささはら こうじろう）
声 - 川原慶久
人気投票：9位
演劇部部長で文化祭実行委員。黒髪で美男子であり、伊達眼鏡を掛けている。一人称は「私」。よく好物のブドウジュースをワイングラスに入れて飲んでいる。本当は普通の農家の長男だが、白ヤギの「笹原コジロウ」に乗って登下校し、首にジャボ（実はティッシュ）を巻き、常に従者（後述）を従えている。しばしば廊下を歩きながら画板の上でステーキを食すことも。先生のことを「御仁」と呼ぶなど、武家言葉を使う。
以前剣道の道場に通っていた事があり、みさととは幼馴染、みお・みほしとは剣道の先輩・後輩の仲。中学まで剣道部で強かったようだが、高校では演劇部に入っている。それでも3日に1回は道場に通っているようである。みほしからは「笹原さんから剣道とったらただの面白お兄さんしか残らない」と評されている。
みさと、みおの両者に惚れられているものの、本人は全く気づいている様子がない。よく不用意な発言をしてはみさとを赤面させ、彼女の銃撃を食らっている。また、みさとやみおの妄想の中での笹原はなぜか明るく爽やかなキャラとして描かれる事が多い。
みおの漫画では笹原がモチーフとなったであろうキャラがしばしば描かれており、アニメ版ではそのキャラのセリフには笹原の声が当てられる。
立花 みさと（たちばな みさと）
声 - 堀川千華
人気投票：11位
剣道部所属で、文化祭実行委員。髪型はもみあげの長めな、ピンク色のショートヘア。一人称は「私」。
幼馴染の笹原のことが気になっているが、素直に自分の気持ちを伝えることがなかなか出来ない。しばしば笹原との会話における照れ隠しで、どこからとも無く銃器を取り出し乱射する極度のツンデレ。かなりの純情であり、妹のみほしには「小学生以下の恋愛観」と思われている。みおのように乙女チックな妄想を繰り広げることもある。みおと違い、笹原のことは変人だと認識している。
剣道に対しては真剣に取り組んでいる様子。剣道道場の先輩にあたるよしのとは面識があるが、みおとは面識がない模様。
クラスメイトのウェボシー、フェっちゃんと仲が良く、3人で行動を共にしていることが多い。
ウェボシー
声 - 玉置陽子
人気投票：20位
本名不明。髪は緑色のポニーテール。みさとやフェっちゃんと一緒にいることが多い。
なぞなぞに対して真剣に答えたり、妙にテンションが高かったりと、フェっちゃんとは異なる種の天然の節がある。怒ると怖い。
不良系の男子に憧れている節があり、モヒカン頭である後輩の中之条が気になっていて、告白しに行ったこともある。だが、その時は中之条が頭髪を失っていたため、不発に終わった。その後どうなったのかは不明。
フェっちゃん
声 - 樋口結美
人気投票：13位
本名不明。髪はオレンジ色のセミロングヘアー。前向きで元気なドジっ娘で、裏表のない天然。一時期ポジティブキャラに目覚めるが、最終的にはギブアップした。
痛い目にあった時などに「ふぇ〜」という泣き声(？)を上げるのが口癖。
広瀬（ひろせ）
声 - 宮下栄治
常に笹原に付き従い、身辺の世話をしている執事。バッハのような髪型をしている。焦ると口調が大阪弁になる。元傭兵部隊（エトランゼ）所属。
本来は大工家に仕えている。
大工 健三郎（だいく けんざぶろう）
声 - 吉崎亮太
後述の囲碁サッカー部の項を参照。

#### 囲碁サッカー部
大工 健三郎（だいく けんざぶろう）
声 - 吉崎亮太
人気投票：25位
2年P組所属。囲碁サッカー部の設立者であり部長。髪は茶色の天然パーマで、一人称は「オレ」。誕生日は1月30日。
呑気な性格で、自身がダラダラ過ごす部室を得るために「囲碁サッカー」という在りもしないスポーツをでっち上げ、部を設立した。その後、誠の入部により「囲碁サッカー」が作中で実在するスポーツであることを知り、その後は囲碁サッカー部の展開に翻弄されていく。
地元の一大コンツェルン・大工財閥の息子でもあり、部活存続の危機を金の力で解決する、学校帰りに気軽に果樹園を購入するなど、財力に物を言わせ周囲を圧倒させることがある。また、登下校には自家用ヘリコプターを利用している。
関口 ユリア（せきぐち ユリア）
声 - 廣坂愛
人気投票：16位
囲碁サッカー部では唯一の女子部員。1年O組所属。髪型は金髪のおかっぱで、背は部員の中で一番低い。誕生日は3月9日。
性格はおとなしく無口。いつも本を読んでおり、部長の大工の遊びにはあまり真面目に付き合わない。アニメ版では、愛読書はヘルベチカスタンダードである。
作中で明言はされていないが、大工に恋心を抱いているような描写が見受けられる。
部活に関して、ただ何となく所属していたが、潜在的才能が目覚めたのか全国大会で優勝してしまう。
桜井 誠（さくらい まこと）
声 - 比上孝浩
人気投票：17位
1年O組所属。教員の桜井泉（後述）の弟。一人称は「オレ」。誕生日は4月8日。姉同様に茶髪であり、顔つきも姉並みニコニコしていることが多いが、開眼している描写はない。囲碁サッカー経験者（中学校ではMVPだった）で、入部を希望して囲碁サッカー部に現れ、謎の演舞を見せて部長を驚かせる。
勘が鋭く、高崎の姉への恋心を見抜いており、それを利用して囲碁サッカー部の顧問に誘った。その後も姉の高校時代の写真を使って顧問就任を渋る高崎を買収しようとするなど、抜け目の無いところがある。最終的には高崎を顧問にすることに成功し、以降も高崎の指導する囲碁サッカーに対して熱意を見せている。
思春期特有のものか姉に対して遠慮は一切無く、素直にもなれないのかぶっきらぼうかつ疎ましそうな態度であり、「お前」と呼ぶなど言葉遣いも乱暴。また自分の部屋のドアに「社長室」というステッカーを貼っていたりと、プライドが高く子供っぽい一面がある。しかし様々なところで寝ては周りを翻弄する小説家である父や天然でドジをふむ英語教師である姉の存在に、「自分がしっかりしないと」と思う一面もある。
幼少期はいくらか素直だったようで、高校生の泉と手をつないで喜んでいたり、見知らぬ外国人に話しかけられて戸惑い泉が助けてくれた際には信頼を見せることもあった。
小木（おぎ）
声 - 竹内良太
人気投票：19位
2年A組所属。名前は不明。青髪と猫のような目が特徴で、常にポケットに櫛を入れ持ち歩いている。口調は基本的に誰に対しても丁寧語。誕生日は2月16日。
3か月間幽霊部員をした後しばらく退部していたが、桜井が入部し、囲碁サッカー部が新展開を迎えてからいつの間にか復帰。部長と違い、本格的な囲碁サッカーの技術を会得しており、誠と高崎の野良試合では、囲碁サッカーに精通した者以外には皆目意味不明な状況解説とジャッジメント（小木禁止点流（超）奥義）を繰り広げて、大工と関口を唖然とさせた。以後も解説役にまわることが多いが、そのどれもが常人には理解不能な内容である。
小木によると、「囲碁サッカー」は現在では立派なスポーツだが、本来は戦の時に生まれた必殺の術であり、人を殺すことさえも可能らしい。言動からは父親が囲碁サッカー関係者である事、様々な種類の小木禁止点流奥義が存在することが分かる。
後輩の誠とは、一緒にラーメンを食べに行ったり、自身が鳥小屋（中之条が作ったもの）にはまってしまい抜け出せなくなった時に協力して抜け出そうとするなど、仲が良い様子。
なお、ヘルベチカスタンダードの文章によると、あらゐ氏には関口・小木という名字のアシスタントがいた模様。

#### その他の生徒
ヘッドホンをした生徒
声 - 烏田裕志
時定高校の生徒で、金髪にヘッドホンをしている。キン肉マンのテリーマンのテーマを口ずさみながら歩いていたところひょんな事からなのにぶつかってしまい、何処かに吹っ飛ばされた。
アニメ版では様々なところに登場しており、モブとしての役割を果たしている。
老神さん
1年C組。15歳。単行本5巻にて1年Q組の田中からラブレターをもらったおさげの女子生徒。恋に恋をしていて、いつか万座のスキー場にてバブルみたいな恋をしてみたいという願望がある。
八ツ場くん
2年S組。単行本7巻にて登場。同学年P組の大工の金持ちっぷりが羨ましく、彼が設立した囲碁サッカー部を混乱の渦に巻き込もうと日々努力する男子生徒。主にポスターを作り、学校中に貼りまくっている。
彼の作るポスターにはセンスがあるらしく、これを見た美術部が彼を引き抜こうとしている。
モグっち
3年Q組在籍の女子生徒。単行本3巻に登場。本名不詳。
モグモグと良く食べる事からこの渾名がついた。無限の胃袋をもつ。
友人とバンドを組んでおり、パートはギロ。

#### 教員
東雲（しののめ）
声 - チョー
人気投票：15位
時定高校の校長。62歳。名字は「東雲」だが、東雲研究所（後述）との関係は明言されていない。見た目は何処にでもいる温厚そうな校長だが、一風変わった言動や行動（誕生日の贈り物として弥勒菩薩を泉の下駄箱に入れる、授業中に野生の鹿（声 - 白石稔）との戦いを繰り広げるなど）で生徒や教師を惑わす事が多々ある。教頭の邑楽から度々嫌がらせを受けているが、本当は打ち解けたいと思っている。趣味は孫にプレゼントを買うこと。カラスが苦手。
頭頂部のみハゲているように見えるが、実は残った部分の毛髪も全てカツラ。発毛のために努力を惜しまず、校長室でひっそりと新しいカツラを身につけ鏡を見たり、育毛剤を試したりしているものの、医者からは毛根が全滅していると診断された。カツラであることが他人にバレると非常に落ち込む性質。
邑楽 耕介（おうら こうすけ）
声 - 中博史
時定高校の教頭。59歳。白髪で眼鏡をかけている。趣味はウサギの飼育。阪神ファン。東雲が来る以前の校長だったが、東雲の赴任により教頭に格下げされたため、彼に日々わけのわからない嫌がらせを行っている（東雲の前に藁人形（の形をした藁納豆）を置く、東雲の銅像を自分のものと取り替えるなど）。
ネガティブ思考になりがちな性格であり、本人は克服しようとするものの、あまり上手くいっていない様子。
自宅では妻に放置されがち。孫好きだが、無邪気な孫に振り回されて頭を悩ませることもしばしば。
桜井 泉（さくらい いずみ）
声 - 小菅真美
人気投票：7位
1年Q組担任の英語教師。24歳。誕生日は4月16日。髪は淡い栗色に緩いウェーブが特徴のセミロングヘアー。基本的にニコニコしたような表情をしており、よく緊張による汗を飛ばす。
性格は天然ボケで非常におっとりとしており、ゆっこのシュールな絵をカッコイイと評するなど、感性のずれている部分が垣間見られることがある。自分を変えるべく生徒指導担当を志願し任に当たっているが、あまり押しの強くない性格ゆえ中々上手くいかない。
絵はあまり得意ではないらしく、自作の英語のテストにシュールな絵を載せ、ゆっこを困惑させた。
誠の姉で、誠のことは「マコちゃん」と呼んでいる。ブラコンであり、何かと誠の世話を焼こうとするが、思春期の誠には煙たがられている。
辛いものと豆が苦手。現在付き合っている彼氏はいない。また、時定高校の卒業生でもある。
彼女が英語教師になった理由の1つに、高校生時代に誠とのある出来事が関係している。
後述の高崎には、好意とは言い難いものの、何らかの意識はしている模様。
高崎 学（たかさき まなぶ）
声 - 稲田徹
人気投票：8位
1年B組担任の国語教師。26歳。誕生日は10月20日。長いもみあげが特徴的。彼女いない歴=年齢でこれまで女に全く縁が無かったが、いつしか泉に好意を寄せるようになった。しかし泉と対面すると緊張と動揺のあまり突飛かつ見当違いな発言をしてしまう事もしばしば（ただし、泉も鈍いため、好意に気づく様子はない）。反面、泉以外の女性に対してはごく普通に接し、実直かつ自然に褒める事もあり、かなをはじめとする女性たちに好意を抱かれることも。
本来は真面目で自他共に厳しい性格であり、教育者としての誇りと職務についての責任感は人並みはずれたものがある。また、一人の人間としての行動よりも教育者とし、生徒に模範になるべき立場などから、泉の事で少しでも不純かつ何かがズレた想像をすると、猛烈な突っ込みを自分に対し行うことがある。
趣味は家庭菜園らしく、現在はタケノコを育てている模様。気分が高揚した時、彼の空想世界では地面からタケノコが生えることがある。
囲碁サッカー経験者で元・高校MVPであることを誠に知られてから、囲碁サッカー部の顧問に誘われることになる。初めは「面倒だから」と拒絶していたが、最終的には泉の高校時代の写真と引き換えに顧問を引き受けることになった。この時に誠から貰った写真を大事にしており、常に携帯している。
毎回宿題をやってこないゆっこに手を焼いている。
中村 かな（なかむら かな）
声 - 水原薫
人気投票：10位
理科教師。年齢は24歳。誕生日は7月10日。中性的な容貌の持ち主の女性。髪型は濃紺色のショートカットで、耳にはピアスをつけている。好きな食べ物はカップラーメン。
ロボットである東雲なのの完成度に感動し、自作の道具を用いて捕獲・調査しようと企むが、主に自身のうっかりミスで自爆ばかりしている。そのため授業が出来ないこともしばしばで、生徒の間では「よく倒れる先生」と認識されている。
風変りな性格で物事をオーバーかつ誇張し考えてしまう思考回路の持ち主。普段の言動はクールに見えるものの、思い込みが激しく空回りすることが多い。「かわいい」と褒められる事や恋愛事に対して耐性がなく、度々赤面する。コーヒーを好み、しばしば大工喫茶へも行っている。
未来では東雲研究所へ居候しているらしく、引き続きロボット"ピース君"を制作している（なの曰く「どエライもの」であり、「爆発しなければいい」な、と思う代物である）。
アニメでは阪本さんの以前の飼い主という設定が加えられており、当時の阪本さんに「大将」という名前を付けていた。偶然から大将には脱走されてしまったが、中村は今でも大将のことを気にかけている。この阪本さんの以前の飼い主というのはアニメスタッフが原作者から聞かされていたためであり、第3話ではそれを伏線的に関係を匂わせるシーンや最終回では原作者がシナリオだったので阪本さんとの話をそれなりに決着をつけるシーンも描かれた。
なのを捕らえるために様々な道具を日々開発しており、そのどれもに名前を付けている。
酸化君プラス
酸化促進力を倍増させる効果のある、対ロボット用しびれ薬。うっかり自身で口にしてしまい、その日の1年Q組の理科の授業は自習となった。
回路ショート君
こけし型のスタンガン。睡眠薬の効かないなの用に作ったが人間にも効果があり、作中では手違いで中之条を失神させたほか、謎の新聞勧誘に対する護衛に活躍している。
ピース君
初代は飛行機能を持つリモコン操作制のロボット。なのの制作者であるはかせをおびき出すために作ったが、暴走しどこかへ行ってしまった。あまりに謎すぎる外見から、見た者は表現に非常に困惑する。未来では98号まで制作している。
赤城（あかぎ）
声 - 宮下栄治
数学教師。38歳。名前は不明。授業はいつも難解。コワモテで、ヘマをした生徒をすぐにバインダーで小突くが、実は生徒と打ち解けたいと思っている。
富岡（とみおか）
声 - 長嶝高士
歴史教師。54歳。名前は不明。古株の白髪の先生。趣味はギャンブルだが金銭は賭けない。笹原が悩みのタネだが、さほど深刻には思っていないらしい。
メガネをかけた先生
「日常の28」に登場。姓名は不明。アニメには未登場で、出番は全て高崎に変更されている。

### 東雲研究所

IKEA前橋 オープン記念描き下ろしイラストに描かれた東雲研究所の面々。左から、はかせ、阪本さん、東雲なの。

はかせ
声 - 今野宏美
人気投票：1位
なのを製作した、8歳の天才少女。誕生日は6月6日。自称「はかせ」で一人称も同じ。他人からも「はかせ」と呼ばれることが多い。姓はどうやら「東雲」らしい。一日中家で研究をしているが、研究題材と素性は謎。両親の存在も不明である。髪はオレンジ色のロングヘアで、頭頂部右に控えめのアホ毛がある。瞳は青色。寝る時以外は大きめの白衣を萌え袖のように着ている。
性格は甘えたな子供そのもので頻繁に駄々を捏ね、叱られた際には責任を擦りつけたりもする。その際の被害者は主に阪本。嗜めるのは東雲なのの役目ではあるが、破天荒な行動ではかせの我儘を有耶無耶にしてしまうゆっこが一番扱い上手と云え、故に彼女には格別懐いているようで苦手な犬が寄ってきたり帰宅しようとした際などに度々泣きついている。口癖は「○○だけど（○○けど）」「○○かもしれない」。
好物はお菓子（甘いもの）・オムライス・4.5牛乳で、苦手なものはネギと犬。家で一人の時はよくお絵かきをして遊んでいる。カッコイイという理由からサメが好きで、絵を描く時はたいていサメを描く他、サメチョコというお菓子も好物。
天才的な技術力は多くの場合自分自身が楽しむため（ロクでもない発明や、なのの新機能を使ったイタズラ）に発揮される。作中で登場するなの以外の発明品は、「しゃべれるスカーフ（阪本やカラスに使用、後述）」、「強力のり（その名の通り接着力が通常の何倍も強力なのり。水によって接着力が弱まる。イタズラ用に開発されたものだが、中村先生を（意図せず）複数回捕縛している）」、「ビスケット1号・2号（後述）」など。また、自宅を改造して隠し扉を作ったりすることもある。
未来では時定高校に通っているらしい。言動や性格は相変わらずだが、過去に理科の教師であった中村に教えを請われる、電話で学会に出て欲しいと連絡が来る等、天才的才能にはより磨きがかかっている。
一度、東雲研究所の玄関の隠し地下にあった謎の機械によってなのと心が交換されたことがある。
東雲 なの（しののめ なの）
声 - 古谷静佳
人気投票：2位
はかせに作られた女性型ロボット。高校生程度の容姿・意識であるが、実年齢（完成後の経過年数）は1歳。髪は黒髪のおかっぱ。誕生日は3月7日。
外観は人間の女子とほとんど区別が付かないが、唯一背中に大きなネジ回しが付いているのが特徴。自分がロボットであることやネジ回しの存在に劣等感を抱いているため、「普通」であることにこだわる（速読ができるが、普通っぽく読みたいという理由で速読を使わないなど）。はかせにはネジ回しを取ってもらうよう再三頼んでいるが、「かわいいから」という理由で外してもらえない。ネジ回しはなの以外なら誰でも外せる模様。
性格はおっとりしており、誰に対しても敬語口調であるが、東雲家の家事を一任されていることもあってかなりのしっかり者でもある。はかせが大好きであり、わがままに対し時として心を鬼にすることもあるが、内心冷たくすることは気が気ではなく、すぐにはかせに負けてしまう。時にドジな面や天然ボケな面もみられる。絵の才能がないが、下手という自覚はない。一時期は家に置いていたダルマをぬいぐるみ代わりとして大層可愛がっていたが、はかせと阪本が面白がって落書きした時は声にならないほどに猛激怒した。
自身のコンプレックスからなかなかクラスメイトとも積極的に話せなかったが、ゆっこと仲良くなってからは心を開き始め、次第にみおや麻衣とも行動を共にすることが多くなっていく。
ロボットであるが、食事を取る、お風呂に入る、痛覚が存在する（該当部分を外すと痛みは感じなくなるらしい）など、その生活スタイルはほとんど人間と変わらない。身体には、デジタル時計やお菓子内蔵、豆マシンガン、果てはロケットパンチなど多彩な改造がはかせによって加えられている。
虫と雷が苦手。蚊を叩いて殺しただけで気絶する程。一番苦手な虫はゴキブリで、"悪の権化"と称している。
学校には憧れの感情を持っており、はかせに登校の許可が降りた時は涙ながらに喜んでおり、制服を着た時には興奮の表情を露にしている。しかしネジは付けたままであり、周囲はあえて見て見ぬ振りをしている他、走り高跳びでもベリーロールしか飛べない。
ロボットであるなのの捕獲を企んでいる理科教師の中村に度々罠をしかけられているが、中村の自爆行為によって事無きを得ている。なの本人は全くそのことに気が付いていない。
漫画では序盤から学校に通っている（後に編入時の話も存在する）一方、アニメ版では第一話の時点で高校に通っていない。第十三話ではかせから許可が下り、第十四話から時定高校1年Q組（ゆっこ達と同じクラス）に編入することとなった。
未来では変わらず東雲研究所ではかせの世話をしている。背中のネジ回しなど外観に大きな変化は無いが、かつてのみおの様に髪を二つに結わえている(但し高校生時点でも稀にこの髪型の場合もある)。
教育芸術社「小学生の音楽」では同様の名前で風貌が酷似した少女が登場するが、ネジはついておらず、関係性は不明である。
阪本（さかもと）
声 - 白石稔（スカーフ無し - 水原薫）
人気投票：4位
はかせが道で拾ってきた黒猫で、1歳 - 1歳半（人間に照らし合わせると20歳）。性別はオスで一人称は「オレ」。誕生日は4月17日。はかせに拾われ、東雲家で暮らすようになる。はかせの作った「しゃべれる首輪（形状は赤いスカーフ。アニメ版では「しゃべれるスカーフ」）」により人間の言葉を喋れるようになった。初めて喋った時は大阪弁だったが、間もなく普通の喋り方になった。以後、普段はスカーフを巻いて生活しているが、スカーフを取られると喋れないただの猫に戻る。
名前は元々入っていた箱に書かれていた「阪本製薬」の「阪本」から取られた。本人は命名が安易すぎるためにあまり気に入ってない様子だが、その後は「阪本」や「阪本さん」で応答している。
偉そうな性格で、横柄な態度をとる。はかせを「ガキ」、なのを「娘」と呼び、「2人の親代わり」を自称して何かと上下関係に厳しい態度を見せる。その態度より初めて拾われ、スカーフを巻かれて人語を話した時は、元の場所に戻されかけ、慌てて謝罪した。はかせから「ちっちゃくて弱そう」と言われた時にはショックを受けて石化してしまった。アニメ版では、学校に行きたそうにするなのの気持ちを汲み取ってはかせに伝えたり、ゆっこが研究所を訪れた際に普通の猫らしくニャーと鳴いてくれというなのの要望に応えるなど優しい一面も垣間見える。又、はかせと同じく犬が苦手である。
ツッコミ気質だが、消しゴムや小さい虫などを見るとつい猫の血が騒いではしゃいでしまうため、2人に遊ばれている。また、遊びに飽きた2人から放置されたり、はかせのイタズラにひっかかって酷い目に遭ったりと、東雲家内での損な役回りを受けるキャラでもある。
未来でも東雲研究所(家)にて、なのとはかせ、ビスケット2号のいつものメンバーと新しく加わった中村と共に生活している。
ビスケット1号（ビスケットいちごう）
声 ‐ 無し
ビスケット2号の先代モデル。帽子にシャツ、半ズボンと、人間の少年のような出で立ちをしている。腕がロケットパンチになるが、設備不良のためかすっぽ抜ける(頭が飛んでいく場合もある)。2号と違い意思を持っておらず、言葉も喋れない。
ビスケット2号（ビスケットにごう）
声 - 小桜エツコ
人気投票：24位
はかせが作ったロボット。容姿は旧モデルのビスケット1号とほぼ同じ（違うのは帽子の番号とランドセルの有無）。動力はビスケットで、特技は速読。ビスケット1号と違い、意思を持ち言葉を話せる。普段は庭の掃除などをしている。中村には偵察用ロボットと勘違いされた。

### 中学生
立花 みほし（たちばな みほし）
声 - 本田愛美
後述の家族たちの項を参照。
タナボ
ゆっこが道端で会った女子中学生で、みほしとすみかの同級生。本名は不明だが、おそらく田中の妹（タナボが探していた扇子と手拭いが田中のアフロから出てきている）。黒髪のショートヘアで、引っ込み思案な性格。
ゆっこを「ダブルチーズバー子」という芸能人（後述）と勘違いしており、「師匠」と呼んで慕っている。兄の影響で落語を始め、みほしとすみかを相手に一席しようとするほど入れ込んでいる。
「たなぼ」と読む地名として、作者の出身地・伊勢崎市を流れる粕川（利根川水系支流）上流の前橋市粕川町（旧・粕川村）に、「田面」（粕川町西田面・粕川町上東田面・粕川町下東田面）が存在する。
すみか
ゆっこが道端で会った女子中学生で、タナボとみほしの同級生。みほし達との会話の内容からするに、大工健三郎の妹であることがうかがえる（死者が出るスポーツを兄がやっていると言っており、囲碁サッカーのことである可能性が高い）。実家は富豪で（恐らく大工財閥）、みほしやタナボに常々羨まれているが、本人は自分が二人と全く違った生活を送っている事に気づいていない。また、彼女らとの友情関係の深さを臆面無く発言し、みほし達を赤面させることもある。

### 家族たち
長野原 よしの（ながのはら よしの）
声 - 小林元子
人気投票：18位
みおの姉で大学1年生。髪は紺色のロングヘアで、瞳は妹と同じく青。
時定高校剣道部のOG。練習しなくても強い天才タイプの強豪剣士。中学生時代に道場の師範代から一本取ったという伝説を持っている他、その後も国体に出場する、剣道の全国大会で優勝するなどの功績をあげている。そのため、道場の後輩のみほしからは憧れと対抗心の両方面で見られている。
普段はマイペースでつかみどころがなく、「くさやジャムを作る」「将棋の駒をケーキに差す」といった常人には理解し難い行動を連発し、みさとからも「剣道以外はまったくダメ」と認識されるほど。好奇心旺盛で、背中のネジ回しが気になるなのや、みおの友人である麻衣を見かけた際にはイタズラを仕掛けた。麻衣とのイタズラ合戦の際には、一方的に他人をやり込めることの多い麻衣相手に引き分けを取った。愉快な性格とも取れるが、家で普段からその行動に振り回されているみおにとっては傍迷惑な姉でしかないようである。
立花 みほし（たちばな みほし）
声 - 本田愛美
みさとの妹で中学1年生。髪は桃色のツインテール。中学校ではタナボ、すみかと友人。ギャグに弱い。
姉と同様剣道をやっており、道場にも通っている。先輩にあたるよしのには対抗心を燃やしている。
姉とは違い、恋愛観はませている部分がある。みさとの笹原への思いを見抜いており応援する一方で、いつまでもまごついている姉にヤキモキしている。進展させようと、みさとが書いたように偽り、笹原の下駄箱にラブレターをいれたこともあった（しかし誤って自分の名前を書いてしまっていたため、失敗した）。
ゆっこの母
声 - 山本圭子
ゆっこの母親。名前は不明。中年の容姿で眼鏡をかけており、娘のことは「ゆっこ」と呼んでいる。
ゆっこにはやや厳しい態度のことが多く、「赤点取ったら殺すわよ」と軽く言い放ったり、部屋で騒ぐゆっこに対し合気道などで強烈な制裁を加えたりすることがある。しかし掃除機のプラグの巻き取りにゆっこと同様爽快感を覚えるなど、やはり親子の血は否めないようである。
中之条の父
声 - 平松広和
名前は不明。剛の父親で和菓子店主。通称は「中之条さん」。息子同様の天然モヒカン頭だが、普段は無理矢理七三分けに抑えつけて隠蔽している。風に煽られるなどで髪がモヒカン状であることがわかるが、息子の剛は15年間この事実を知らなかった。
大福餅を売る事に情熱を傾けている。大福については「大福は喋ってはいけない」「和三盆じゃなきゃ駄目」「いちご大福には絶対逃げない」などの強いこだわりがある。
月に一度開かれる「大福フェア」では、大福の被り物を被りマスコットキャラ（通称「大福くん」）として店の宣伝をするバイトを1人雇う。日給は1万円で、みおも姉にハメられ一度だけこのバイトを体験した。また、この「大福くん」の被り物は、目も口もなく大福そのものを模している（みお曰く、「大福くん」じゃなくて「大福」）。中之条の父が大福くんをかぶり怪しい踊りを踊った際には、警察官に変質者と間違われた。
息子に稼業を継がせようとしており、反発する剛を殴ったり、内側がペンキ塗りたての大福くんを被らせて脱げないようにしたりなど、その信念は固く手段を選ばない。
中之条の母
剛の母。剛がモヒカンを真ん中分けにセットしているところを見てしまい驚愕した。
設楽 君子（したら きみこ）
声 - 小菅真美
邑楽（教頭）の娘でみーちゃんの母。時々みーちゃんをつれて邑楽の家に遊びに来る。母親が旅行でいないときに料理を作りにくるなど、父親との仲は良好である様子。
みーちゃん
声 - 水原薫
本名不明。邑楽の孫で、君子の息子。幼稚園に通う無邪気で元気な男の子だが、「おじき」と呼んで慕う祖父に自分が作った泥団子を本当に食べるようにしつこく強要したり、祖父の部屋で実印の場所をしつこく聞いたり、野球のために120坪を要求するなど、無邪気故に祖父を振り回す恐ろしい一面もある。また、キャッチボールではシンカーを投げて祖父を驚かせた。
桜井はじめ
桜井泉、誠の父親。職業は小説家で、代表作は「牛乳の雪」「ゆげ」など。作品を書き終えずにどこでもすぐ寝てしまうので、担当編集者である上星を困らせている。妻（泉、誠の母親）とは死別しており、男手ひとつで娘と息子を育てた。
未来で、彼の本のイラストをみおが担当しているらしい（桜井泉が水上麻衣にその事に関し伝言を頼んでいる）。
上星
名前は不明。桜井はじめの担当編集者であると同時に、一ファンとして彼の作品を楽しむ。なかなか作品を書き終えてくれないはじめに手を焼いている。名前からウェボシーの家族である可能性がある。

### その他
kamakura
頻繁に登場する、太陽のような形状をした謎の生物。黄色い太陽型が主であるが、別型もある。球形で、背面には外周と同様の突起がついている。大小複数で歯車のように噛み合いながら回転したりする。作中ではクレーンゲームの景品にもなっている。また、作者がこのkamakuraが描かれたシャツを自分で着用していたところ、通りすがりの子供に「コロナウイルス」と間違えられたりもした。
師範代
声 - 竹内良太
よしのとみほしの剣道の師匠。長髪でジャケット姿。面長で目が大きく、70年代青春ドラマの主人公のような風貌をしている。座右の銘は「努力は必ず扉を開く」。
剣道の腕は超一流だが、中学生時代のよしのにあっさり一本とられた事があり、更に中学生のみほしにも自転車で走っていたところを偶然一本とられてしまう。
道場の経営が傾いてきているため、たまに時定校に赴き、校長に剣道部の顧問にしてくれるように頼んでいるが、剣道部の顧問は既にいるため断られている。
様々な場面にモブキャラクターとして登場しており、多くの場合は愛用の自転車に乗っている。みおの回想や走馬灯にもよく登場する。
玉村（たまむら）
声 - 味里
大工喫茶の店員（研修生）。名前は不明。髪型は金髪のセミロング。焦ったり緊張すると、泉同様周囲に汗が飛び散る。よしのとは大学の友人で、「ながのん」という愛称で呼んでいる。
大工喫茶の店員を退職したか不明だが、甘楽編集社のコミックス部門でバイトをしている描写もみられる。
バディ
声 - 白石稔
中型くらいの犬。外見は紀州犬や胡麻・白毛色柴犬に似ている。ゆっこが失敗をして廊下に立っているとよく慰めに来る。
慰めのリアクションは場所を問わず、突然落ち込んだ登場人物の元へ現れ、相手の足または頭や背中などに右の前足をぽんと載せてやる（お手のような形）というもの。
どんな時でも特段表情は見せず、淡々とした態度を崩さない。
コバディ
名前の通り、バディを二回りほど小さくした感じの犬。日常の51で初登場し、バディと共に初慰めを披露した。
きよし
声 - 水原薫
バディとコバディの飼い主で、ジェントルマンの孫。ジェントルマンに「たかし」と名前を間違われる。
ジェントルマン
声 - 田坂秀樹
漫画に出てくるような典型的な紳士の格好をしたシルクハットの老人で、きよしの祖父。孫の名前をよく覚えていない。
紳士
声 - 土門仁
元々はプロトタイプ版の登場人物。ジェントルマンと同じく紳士の格好をしているが、口がひげで覆われている。みおの技術に惚れ込んているようで、コークスクリューに感動していたり、シャドーボクシングを見てボクサーとしてスカウトするなどしている。
お付き
声 - 烏田裕志
元々はプロトタイプ版の登場人物。紳士に付き添っている。紳士と共にみおのコークスクリューやシャドーボクシングに感動していた。
まーちゃん
声 - 水原薫（第9話）、広橋涼（第25話）
大福くんのバイトをしていたみおのお腹を殴っていた子供の一人。川でおぼれていたところをみおに助けられ、お礼に凧をあげた。
おさむ
声 - 河出侑子（第9話）、平松晶子（第25話）
まーちゃんと共にみおを殴っていた子供。近鉄バファローズの帽子をかぶっている。おぼれていたまーちゃんを助けるため警官を呼びに行った。
警官
声 - 土門仁
時定市の警官。偽札が近隣で出回っているという情報を確認するためみおとゆっこに声をかけたが、みおが偶然容疑者情報のバッグと似たようなデザインのものをその時持っており中身を確認するが、中に入っていたBL漫画原稿を見られ暴走したみおに攻撃され気絶してしまった。おさむに呼ばれまーちゃんを助けに来た際にみおとゆっこに再会し、みおがまーちゃんを助けたことに免じて公務執行妨害を許した。
江木 正晴（えぎ まさはる）
声 - 西村知道
流しそうめん研究者。51歳。30年前に妻の元を離れ、彼女の貯金を使って流しそうめんばかり食べてきたが、その金も尽きて帰ってきた。
囲碁サッカーの本家であるらしい。スナッQの中に入っていたこともある。
江木の妻
声 - くじら
長い旅に出た流しそうめん研究者の江木の妻。夫の帰りを信じ、定期的に自宅に面した時定公園にて流しそうめんを開催しているが、夫以外には理不尽ないやがらせを行う。
和尚
声 - 麦人
通学途中のゆっこらが雨宿りの為に立ち寄った神社の住職。
袈裟を着用した和尚であるが、霊については信じていないようなそぶりを見せている。ゆっこ達が摂末社の鈴を千切り落としたり、庇の床板を踏み抜いたりした時は「疫病神」と呼んで追い出そうとした。性癖はソフトM。
物語の中で社を「わしの寺」と呼んでいたことから社は神仏習合した「神宮寺」の神社部分であることが窺い知れる。
イタコ
声 - くじら
中之条が恐山で会った老婆。現代的な道具や食品を隠し持っていて剛を驚愕させた他、霊を呼び出した報酬として5000円を剛に要求した。年齢は不詳である。
カラス(バーティカル・モンチョーネ)
声 - 小野大輔
はかせに捕まえられて、阪本さんのスカーフを着けられた礼儀正しいカラス。身体は俗にいうカラスではなく（作中では普通の形のカラス〈声 - 白石稔〉も出てくる）、円錐形をしており、目も描写されていない。はかせの前にスカーフのお礼をしようと再び登場するが、はかせのサメチョコを食べてしまい泣かせてしまった。
このカラス、実は新種であり、例のスカーフをはかせに返す際にたまたま居合わせたゆっこにより発見され、新聞に記載される。その後発見者のゆっこに"バーティカル・モンチョーネ"という正式名称がつけられ、スズメ目カラス科に分類された。
まさお
声 - 水原薫
麻衣が描いたシュールな漫画に登場する架空の少年。学校に遅刻しそうな中、父がリストラされる等、色々大変な状況にあう。
ストライクが好きな審判
「(有)野球の審判」に勤めていたが、どんな場面でも「ストライク」のジャッジを下してしまうため解雇された男性。
ダブルチーズバー子
髪型や服装がゆっこにそっくりな芸能人。後ろ姿はゆっこと見分けがつかないが、顔は全くの別人。話の語尾に「ガス」や「ガンス」を付けるのが特徴。「パロピカルトライアングル」という謎の芸を持っている。タナボが尊敬する人物であり、ウェボシーやフェっちゃんもファンの一人であると思われる。
単行本7巻では名前のみの登場であったが、9巻で満を持して本人が登場した。ゆっこと勘違いしてジュースをあげたみおに、お礼として手作りの「すかし保久利」をプレゼントした。
泣いているはかせを見て、涙を笑顔に変えるのが使命だと思うなど、芸能人としてのポリシーがある様子。
風のポテ三郎
ダブルチーズバー子を師匠と呼んでいる様子。ポテトを一本盗んで食べることを楽しみとしている。背中に背負っている高機能リュック（空を飛べる、ソラニンアタック、でんぷん煙幕など）は中村先生に作ってもらったらしい。
総理
総理大臣。本名不明。自販機で飲み物を買っていたところ暗殺を狙われるが、ゆっこがたまたま蹴った小石につまづいたことによって銃弾を避け、一命を取り留めた。
もぐら(kumomadori)
単行本10巻にてゆっこにより発見された新種の鳥。だが、実は本編の初めから何羽も登場している。
アニメでは、みおの部屋にある時計にて同種と思われる鳥が「KUMOMADORI」として描かれている。
アイオイスペシャル
単行本10巻にてみおが新種だと思い、捕まえた生物。人型をしており、額からは前にまっすぐ伸びる角と思われるものがある。
みおが見つけて生物学者に見せた時には既にゆっこにより新種として発見、命名されていたと推測される。

### ゆっこの居眠りの夢に登場する人々
主に「フェイ王国」に住んでいる人々。この国では片仮名に横線を一本足したような文字が使われているのが分かる。ゆっこの夢の中に出てくる人物のはずだが、現実の上空で飛行船状の飛空船に乗って地球旅行をしている。
スターラ姫 / フェイ・スターラ
声 - 日髙のり子
フェイ王国のお姫様。髪型は金髪のポニーテールで、長い耳（エルフ耳）が特徴。風貌に反して性格は子供っぽくわがまま。ドルフの死後はレクリエーション大会と称して部下を空中へ投下させるなど平気で部下を虐待している。
ゲーム「日常（宇宙人）」では、物語におけるキーパーソンとして登場する。
アルベルト王
声 - 大木民夫
スターラ姫の父であり、フェイ王国の国王。野心を持ったドルフに裏切られ拘束される。困っている人を放っておけない心優しい人物。
ドルフ
声 - 土師孝也
孤児の頃にアルベルト王に拾われたフェイ王国の指揮官（明確な階級は書かれていない）。王の計画した地球旅行を期に王を裏切り、「ウッドキューブ」を使い王国の征服を試みる。しかし、自分の足につまづいて転び、そのまま死亡した。

#### フェイ王国の兵隊
その名の通り、フェイ王国の兵士たち。ドルフと共にクーデターを起こしたが、ドルフの死後は本来の兵士に戻り、スターラ姫のわがままに振り回されている。姫を楽しませるレクリエーションで機嫌を損ねさせると、足元に突如出現する穴から落とされ処刑される。基本的に顔は見えず、それぞれ正面に数字（役職についている者は文字）が入った帽子（キャップ）を被っている。兵士といっても武器等は携帯しておらず武装もしていない。以下に代表的な兵隊を挙げる。
隊長
声 - 阪脩
フェイ王国兵隊の隊長。帽子の文字は「長」で、つばの裏に「ONE FOR ALL ALL FOR ONE」と書いてある。「かりそめにも」が口癖。ウッドキューブの奪還にやってきたみおが開けた大穴から転落死。
アニメのクーデター時には16番の役割となり、転んだドルフの脈をとった。
参謀（通称 粘り腰の交渉人、〈ねばりごしのネゴシエイター〉）
声 - 大塚明夫
フェイ王国兵隊の参謀。帽子の文字は「参」。諸葛亮のような付けひげをしており、帽子を紐で結んでいる。片方のウッドキューブを手にし、ウッドキューブ奪還のため飛行船に現れたみおに交渉を持ちかけたものの、すぐに殴られ即死した。
おつき
声 - 竹内良太
ジャンケンの結果、姫のおつきとなった兵士。35歳。帽子の文字は縦書きで「おつき」。常に姫の横に立ち、兵士達のリーダー的存在だが、レクリエーション大会で、下らない冗談で笑ってしまった為に死亡した。
ゲームでは死んだ彼に変わり、「おつき2」「おつき3」が登場する。
0番
声 - 川原慶久
1番
声 - 宮下栄治
ドルフのクーデターで姫を探していた兵士の一人。
漫画では最初に登場した兵士だったが、アニメでは隊長に叱咤され、ウッドキューブ奪還のため14番と共にみおへ立ち向かった。
4番（通称 ユーモアの4番）
声 - 土門仁
ドルフと共に倉庫でアルベルト王を拘束していた兵士の一人。ドルフの死に際し、姫をたたえる拍手とかけ声を始めた6番に同調した。
アニメのレクリエーション大会では8番の役割である「ユーモアの4番」となり、66番に続いて芸を披露するも一瞬で死亡。
5番（通称 ドミンゲス）
29歳。ひょうきん13に憧れを抱いていたが、レクリエーション大会で巻き添えを食いひょうきん13と共に死亡。
アニメのレクリエーション大会では11番のくじ番号順が三番目から五番目となり、必然的に彼が兵士3番の役割へと変更になったため、原作での彼の役割は15番へ譲られたことで生き残った。
6番（通称 クイズの6番）
声 - 玄田哲章
ドルフと共に倉庫でアルベルト王を拘束していた兵士の一人。26歳。ドルフの死に際し、最初に姫をたたえる拍手とかけ声を始めた。レクリエーション大会で姫の機嫌を損ね死亡。クイズを考えることが生き甲斐でクイズマスターと呼ばれていた。
7番
オリンピックの開催地を全部言おうとしたが、アテネで落とされた。
8番（通称 ユーモアの8番）
声 - 大塚芳忠
ドルフと共に倉庫でアルベルト王を拘束していた兵士の一人。28歳。クーデター時にウッドキューブを2つとも拾ってしまう。レクリエーション大会で芸を披露するもギャグがすべったため死亡。キャップのつばの裏に「one for all」と書いてある。
アニメではフェイ王国編の主人公として扱われた。レクリエーション大会では原作での30番の役割、みおのウッドキューブ奪還においては80番の役割を担当している。
11番
レクリエーション大会でひょうきん13とネタがかぶってしまったため死亡。
原作でのくじ番号順はユーモアの8番、6番に次ぐ三番目だが、アニメでは66番、ユーモアの4番、6番、7番に続く五番目となっている。
13番（通称 ひょうきん13〈ひょうきんサーティーン〉）
声 - 岩田光央
32歳。兵士一のお笑い者であり、レクリエーション大会で白鳥の首がついたパンツを履いて芸をしようとしたが、する前に飛行船から落とされた。
14番
声 - 河相智哉
ドルフのクーデターで姫を探していた兵士の一人。レクリエーション大会で3番をくじの三番目と勘違いした。
アニメのレクリエーション大会では0番へ役割が譲られたため、出番はなかった。ウッドキューブ奪還では94番にかわり、最初に密航してきたみおを発見した。また、隊長に叱咤され、1番と共にみおへ立ち向かった。
15番
声 - 田中一成
原作ではレクリエーション大会でひょうきん13の話を聞いていたモブキャラの一人。
アニメのレクリエーション大会では5番の役割となり、ひょうきん13と共に死亡。
16番
声 - 千葉一伸
クーデター時に転んだドルフの脈をとった兵士。
アニメでは隊長が脈をとったため出番がなかった。アニメのレクリエーション大会では肌が浅黒く、66番の特技を驚いていた。
22番
声 - 中田譲治
見た目がかなりチャラチャラしている兵士。ウッドキューブ奪還にやってきたみおにナンパを仕掛けるが、みおの一撃で壁に頭がめり込み死亡。
30番
レクリエーション大会でチアリーディングを披露するつもりだったが、途中で脱走した兵士。
アニメのレクリエーション大会では8番へ役割が譲られたため、出番はない。
39番
声 - 烏田裕志
64番
ウッドキューブの奪還に来たみおと対峙した兵士の一人。71番と共に、素顔が晒されている。
66番
声 - 福山潤
原作ではレクリエーション大会でマジックの準備をしている群衆の一人。
アニメ版日常では王室の専属マジシャンを目指していたが、レクリエーション大会で最初に芸を披露するも死亡。
71番（通称 学者）
声 - 速水奨
人気投票：22位
フェイ王国兵士のブレーン。眼鏡をかけていて出っ歯だが、眉毛と瞳は男前。語尾に「ゲス」とつけて喋る。
80番
ウッドキューブ奪還において、隊長の死に憤りみおに立ち向かうも吐息で一蹴され、飛行船内をバウンドするように転げ回った。
アニメのウッドキューブ奪還では8番へ役割が譲られたため、隊長の死を嘆くモブキャラとなっている。
95番
声 - 烏田裕志
98番
声 - 竹内良太
ウッドキューブ奪還において、ウッドキューブを見つけると金一封であることに対して素直に喜んでおり、また、参謀がすでにウッドキューブを一つ見つけたことを告げた兵士。
アニメ版において他の兵隊は主に竹内良太、烏田裕志が演じている。

### 天川新聞
時定新聞と大工新聞が幅を利かせる時定市に革命を起こそうと、総統が立ち上げた新聞社。読みは「あまがわしんぶん」。現在の顧客件数は6件。新聞社の人物は全員、服装・表情ともに時代劇のような表現がなされている。この見た目のため、周囲の人々からは怪しい・恐ろしい集団として見られることの方が多く、悪魔のようなデフォルメをされて描かれることもある。
総統（そうとう）
天川新聞創設者。時定新聞と大工新聞が幅を利かせる時定市に革命を起こそうと新聞社を立ち上げた。
全身を袈裟のような衣装で覆っている。また、鼻から下は覆面で覆っている。
隼（はやぶさ）
天川新聞社員。その名は、1日に3件も顧客を獲得したという伝説に由来するという。
上半身は裸で、鍛え上げた筋肉をあらわにしている。スキンヘッド。副職として路上販売をし、安中さんのリボンやみおのウッドキューブ、マスクなどを販売していた。
シューティングスター
天川新聞社員。親孝行で一日一善をモットーとしている。
テレビドラマ『水戸黄門』の助さん格さんのような格好をしている。子供の様にだだをこねて勧誘する戦法で顧客を1件獲得。中村先生の家に訪れたときは回路ショートくんで失神させられた。
彦六（ひころく）
天川新聞社員。主に雑用を担当。
棘のついた鉄球を着用し、頭と手足だけを出している。鉄球の中には顧客勧誘用の洗剤やチケットなどが入っている。スキンヘッド。

### プロトタイプ版の登場人物
2巻に収録されているプロトタイプ版の登場人物。
みお
演劇部所属の1年生で期待のホープ。髪型は本編とは異なりセミロング。母親はセパタクローにハマっている。
鵜飼 真美（うかい まみ）
人気投票：23位
プロトタイプでの登場人物。演劇部所属の1年生。茶色のおさげ髪。脚本を自分で手掛けたり、演出に凝ったりと意欲があり活発。摩訶不思議な行動を取り相手を困惑させてその様子を見るのが好き。
アニメでは出番がよしのに統合されている。
本編には登場していないが、アニメ2クール目のエンディング映像で彼女の姿を確認することができる。ちなみに、アニメのモブキャラクターとして登場する髪型の似ているキャラクターは「大胡」という名前の生徒であり、まったくの別人。
紳士
#その他を参照。
お付き
#その他を参照。
みお姉
みおの姉で大学生。黒髪のロングヘア。剣道部所属。みおのケーキに将棋の駒（桂馬・王将）を指したりするなど愉快な人物。よしののプロトタイプにあたる。

## Helvetica Standard （ヘルベチカスタンダード）
原作者のあらゐけいいちが『月刊ニュータイプ』や非売品の『コミック通信』（角川書店発行）において連載していた漫画作品。『日常』本編に登場しないキャラクターの話が多いものの、『日常』のメインキャラクターも登場しており、アニメにおいても話数により挿入されている。2011年7月26日に単行本が発売された。『日常』では関口ユリアが読んでいたり、本の裏に「映画化決定」と書かれたりとネタにされている。
アニメでは、『日常』のキャラが登場する話（「ティコマート」など）はアニメの本編に組み込まれた形になっているが、それ以外の話ではタイトルが冒頭に付加される上に作画も異なる。

### 主な登場キャラクター
ハセガワ
声 - 水原薫
ティコマートのアルバイト店員。「唾液悶絶!!アチアチホットなシェフの気まぐれチキンバー」という商品を注文する時にキャッチコピーまで読んだゆっこを笑ってしまった。そして泣かせてしまった。センパイを尊敬している。
センパイ
ティコマートの社員店員。ハセガワにクールでかっこいいと思われている。
ピノ
声 - 水橋かおり
一級天使の少女。頭の上に輪っか、肩の上から羽が生えている（直接付いているのではなく、羽は浮かんでいる）。陽気で活発な性格。ババロアが好き。
モノアイ
二級天使。長髪で、右目は絆創膏で隠れている。ピノの後輩だが、性格は対照的におとなしい。時々、口調がいまどきっぽくなってしまう。
あらまさん
27歳OL。仕事は事務用品会社の「（株）バナナ」の経理をしている。独身。口ぐせが「あらまっ」だったので、あだ名が付いた。そのため「あらまっ」と言わないように心掛けていたら、まったく言わないようになった。5円玉を喉に詰まらせたことがある。『CITY』でも頻繁に登場するが、「（株）バナナ」は『週刊CITY』の編集部となり編集員を務めている。
わせだちゃん
目頭高校2年。チャレンジ精神満載な女子高生。
なまはげ
声 - 宮下栄治
なまはげ。包丁を持っている。ちらしずし（地羅刺頭四）をつらすづすと言ってしまう。
死神
死神。彼の持っている鎌の値打ちは5万円ぐらい。「KY」の意味が分からず、人を追い掛け回した（隊長曰く「KYってなんでしょうか?」「お前のことだよ」）。また、天狗に鎌をとられたことがある。
テング
アパートに住んでいる天狗。極貧。優しくしてもらうと天狗になってしまう。死神の鎌を盗んだ。
中村
時定大学4年生。箱根駅伝のランナー。陸上部。ここぞという所でやってくれる男。酒と女に滅法弱い。将棋が強い。後述の後藤とは親友。
後藤
時定大学4年生。箱根駅伝のランナー。陸上部。またの名を山の神。プロからも注目されている。サッカーが滅法強い。
タヌキ
ごくつぶし。家賃を溜め込んでいる。状況が不利になると狸寝入りをする。
スズメ
ギャンブラー。家賃を溜め込んでいる。出すとしても雀の涙ほど。
セキさん
いぶし銀のフォワード。ゴールへ嗅覚がまるでない。背番号は18番。
後藤
前述の元陸上選手。会社員からトライアルを受けてプロへ。スピード持久力があり、チームの中心へと成長しつつある。背番号6番。
五十嵐竜王
七色の技を持つ棋士。
中村七段
前述の元陸上選手。社会人から異例のプロ転向を果たす。

## 書誌情報

### コミックス単行本
単行本は、全て角川書店より「角川コミックス・エース」レーベルとして刊行されている。カバーの表紙には、その巻にあるネタがいくつかちりばめてあり、さらに裏表紙折り返し部分には一部が変化している（例：3巻カバー表紙にはタケノコが並べられているが、裏表紙折り返し部分でそのうちの1本が成長して竹になっている）。また、カバー下の表紙には、登場するキャラクターや事物の紹介などが掲載されている。既刊12巻（2024年10月25日現在）。
| 巻数         | 初版発行日（発売日）           | ISBN              | 初出 | その他 | 話数                                                     |  |
| ------------ | ------------------------------ | ----------------- | --- | --- | -------------------------------------------------------- |  |
| 1            | 2007年7月26日（7月24日）       | 978-4-04-713949-7 | 『月刊少年エース』2006年8月号 - 2007年6月号初出。 | カバー下の表紙には、東雲研究所の居間の見取り図と、居間にあるポスター、だるま及び床の間の解説が掲載されている。                                                                             | 日常の1 - 18                                             |  |
| 2            | 2007年10月26日（10月24日）     | 978-4-04-713980-0 | 『月刊少年エース』2006年7月号、9月号、10月号、2007年6月号 - 11月号、『月刊少年エース8月号増刊 エースアサルト』2007年SUMMER、『月刊コンプティーク』2007年3月号 - 7月号初出。          | カバー下の表紙には、時定高校、水上麻衣の飼い猫、長野原みおの姉、大福フェアなどの解説が掲載されている。                                                                                     | 日常の19 - 34.5・日常のショート1・日常のプロトタイプ1・2 |  |
| 3            | 2008年7月26日（7月24日）       | 978-4-04-715089-8 | 『月刊少年エース』2007年12月号 - 2008年6月号、『月刊少年エース増刊 エースアサルト』2007年WINTER、2008年SPRING、『月刊コンプティーク』2007年8月号 - 10月号、2008年2月号、3月号初出。  | カバー下の表紙には、時定高校の教員紹介（校長、教頭、桜井先生、高崎先生、赤城先生、富岡先生）が掲載されている。                                                                             | 日常の35 - 52・日常のショート2・3                        |  |
| 4            | 2009年1月26日（1月22日）       | 978-4-04-715171-0 | 『月刊少年エース』2008年7月号-2009年1月号、『月刊少年エース増刊 エースアサルト』2008年SUMMER、『月刊コンプティーク』2007年11月号 - 2008年1月号、4月号、7月号初出。                   | カバー下の表紙には、フェイ王国の兵士紹介（おつき、5番、6番、8番、11番、13番）が掲載されている。                                                                                            | 日常の53 - 72・日常のショート4・5                        |  |
| 5            | 2009年10月26日（10月22日）     | 978-4-04-715311-0 | 『月刊少年エース』2009年2月号 - 10月号、『コンプティーク』2008年5月号、6月号初出。                                                                                                   | カバー下の表紙には、水上麻衣のペット紹介（チッチ（猫）、オグリキャップ（犬）、ピョン（犬））等が載っている。                                                                               | 日常の73 - 87・日常のショート6・7                        |  |
| 6（限定版）  | 2011年3月10日（同日）          | 978-4-04-900804-3 | 『月刊少年エース』2009年12月号 - 2011年4月号初出。 | カバー下の表紙には、作中に登場する「青春土手」、「はずれアイス」、雑誌「DVDビニール」、「大威徳明王」像等の解説が掲載されている。 OVA（#OVAの節を参照）を収録したDVDを同梱（限定版のみ）。 | 日常の88 - 105・日常のショート8・9                       |  |
| 6（通常版）  | 2011年3月26日（3月19日）       | 978-4-04-715651-7 | 『月刊少年エース』2009年12月号 - 2011年4月号初出。 | カバー下の表紙には、作中に登場する「青春土手」、「はずれアイス」、雑誌「DVDビニール」、「大威徳明王」像等の解説が掲載されている。 OVA（#OVAの節を参照）を収録したDVDを同梱（限定版のみ）。 | 日常の88 - 105・日常のショート8・9                       |  |
| 7            | 2011年10月26日発行（10月22日） | 978-4-04-120025-4 | 『月刊少年エース』2010年2月号、7月号 - 12月号、2011年1月号、2月号、4月号 - 7月号、9月号、11月号、『4コマなのエース』2011年Vol.2 - Vol.6初出。                                        | カバー下の表紙には、天川新聞の社員紹介（総統、隼、シューティングスター、彦六）が掲載されている。                                                                                           | 日常の106 - 124・日常のショート10 - 14                   |  |
| 8            | 2012年10月26日（10月23日）     | 978-4-04-120456-6 | 『月刊少年エース』2010年8月号、10月号、2011年8月号、12月号、2012年1月号、3月号 - 10月号、『4コマなのエース』2011年Vol.7 - Vol.17初出。                                               | カバー下の表紙では、ゆっこ・みお・麻衣の中学時代のクラスメイトについて解説されている。 | 日常の125 - 145・日常のショート15・16                    |  |
| 9            | 2013年12月10日（同日）         | 978-4-04-120880-9 | 『月刊少年エース』2012年12月号、2013年2月号、3月号、5月号、7月号、9月号、10月号、『4コマなのエース』月刊少年エース2013年1月号増刊、2月号増刊、4月号増刊、5月号増刊、10月号増刊初出。 | カバー下の表紙では、過去に登場したモブキャラクターについて解説されている。 | 日常の146 - 172                                          |  |
| 10（特装版） | （2015年12月10日）             | 978-4-04-103571-9 | 『月刊少年エース』2014年3月号 - 7月号、11月号 - 2015年3月号、6月号 - 12月号初出。 | カバー下の表紙では、ゆっこの投げキッスに貫かれるはかせ・みお・まい・なのが掲載されている。                                                                                                 | 日常の173 - 192・日常(ショート漫画)                      |  |
| 10（通常版） | 2015年12月26日（同日）         | 978-4-04-103335-7 | 『月刊少年エース』2014年3月号 - 7月号、11月号 - 2015年3月号、6月号 - 12月号初出。 | カバー下の表紙では、ゆっこの投げキッスに貫かれるはかせ・みお・まい・なのが掲載されている。                                                                                                 | 日常の173 - 192・日常(ショート漫画)                      |  |
| 11           | 2022年12月26日（同日）         | 978-4-04-113263-0 | 『月刊少年エース』2021年12月号 - 2022年12月号初出。 | カバー下の表紙では、11巻に登場した飲食物について解説されている。 | 日常の193 - 211                                          |  |
| 12           | 2024年10月25日（同日）         | 978-4-04-115620-9 | 『月刊少年エース』2023年2月号 - 2024年9月号、『月刊コンプティーク』2023年6月号初出。                                                                                                 | カバー下の表紙では、12巻表紙の博士が持っているぬいぐるみ「死神のなかみ」について解説されている。                                                                                           | 日常の212 - 231                                          |  |

### 小説版
日常の小説
角川スニーカー文庫（角川書店）レーベルより発売。著者は椎出啓。
ショートストーリー形式のエピソード集。内容は完全オリジナルだが、各エピソードの扉絵はアニメ版の本編から引用されている。
- 2011年8月1日発売、ISBN 978-4-04-474841-8

日常の夏休み
角川つばさ文庫（KADOKAWA）レーベルより発売。著者は伊豆平成。
内容は完全オリジナルの長編ストーリー。表紙及び挿絵はあらゐけいいちによる書き下ろしとなっている。
- 2014年2月13日発売、ISBN 978-4-04-631345-4

### 関連コミックス
- 『Helvetica Standard -ヘルベチカスタンダード-』 2011年7月26日初版発行（7月22日発売）、ISBN 978-4-04-715756-9
  - 4コマ漫画「ヘルベチカスタンダード」（『月刊ニュータイプ』2007年11月号、2008年4月号 - 2011年8月号初出）を収録するほか、2006年から2011年7月にかけて、無料配布物や冊子等に掲載されていたものを再収録。角川書店の書店向け販促チラシ「コミック通信」に掲載されていた『日常』の販売促進用漫画を収録した「コミック通信」、かつてブログ「kumomadori」に掲載されていた文章「たけとし」「よっくん」「コロッケパン」の3作品を加筆・修正したイラスト付き短編小説集「文とコマ絵」、女性向け季刊誌『ニュータイプ・ロマンス』の歴女企画用に描いた武将「立花宗茂」、各種のイラスト、原作者の執筆部屋紹介などがある。
- 『Helvetica Standard 絵 -ヘルベチカスタンダード え-』2014年11月26日初版発行（同日発売）、ISBN 978-4-04-102458-4
  - 「ヘルベチカスタンダード」の続きを始め、アニメのために描いた絵や、雑誌・活字本の表紙のために描いたイラストなどを収録している。
- 『Helvetica Standard Royal Straight Flush』2024年11月17日初版発行（同日コミティア150にて発売）、同人サークル「ヒマラヤイルカ」より頒布
  - 「Helvetica Standard Special」のカドカワ『月刊ニュータイプ』2016年～2023年あたりに掲載された作品の大体を収録するほか、2016年～2023年の日記・エッセイ・想像・空想・妄想・他[44]を収録する。B5判 フルカラー100頁。

## テレビアニメ

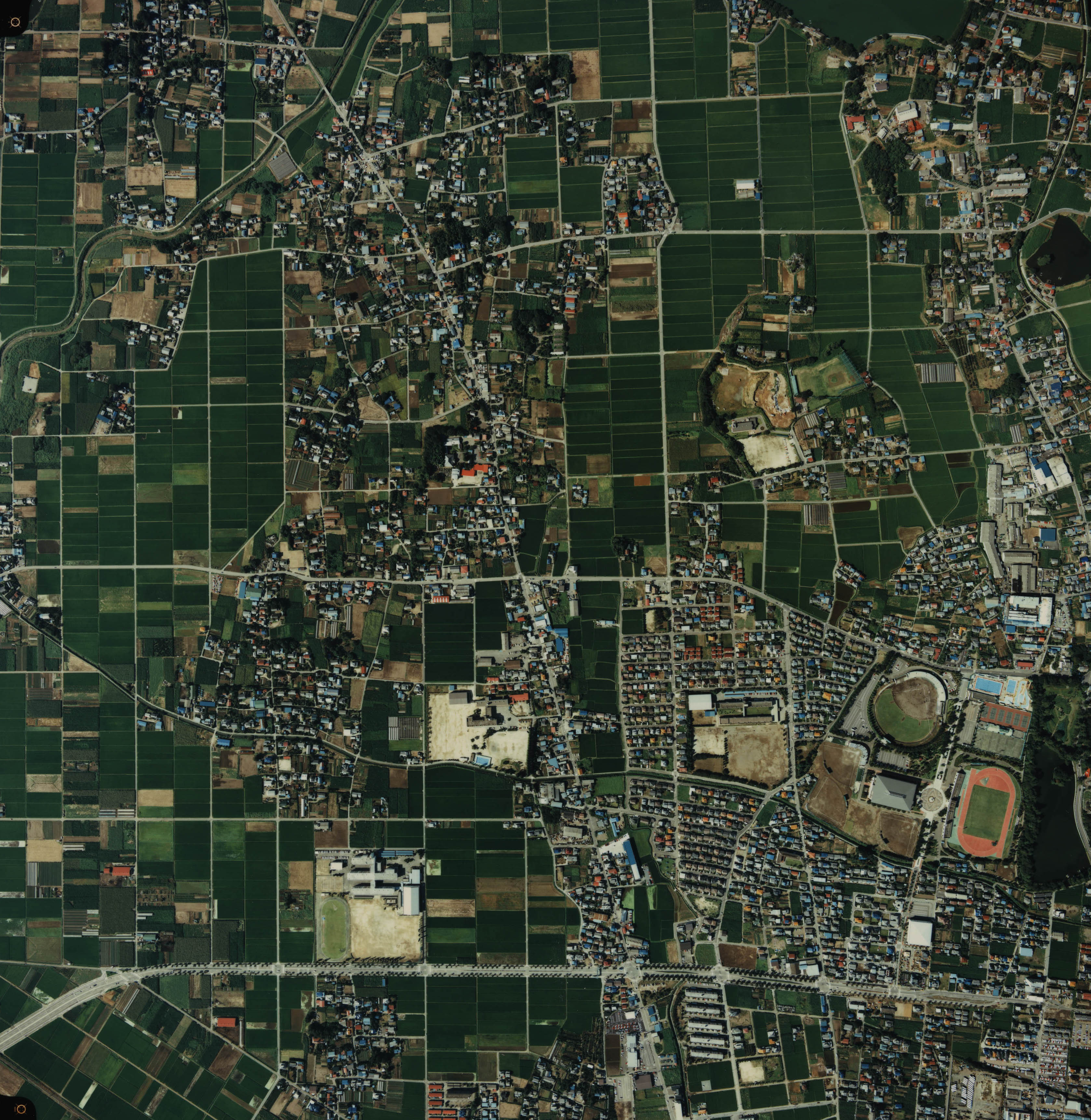
群馬県伊勢崎市波志江町付近の航空写真。「日常の第二話」では県立時定高等学校の周辺を俯瞰する場面が描かれたが、主要な建物などの位置関係はほぼ一致する。

テレビアニメに先駆け、2011年3月12日発売の単行本第6巻限定版にDVD『日常の0話』が同梱された。コメンタリーとして東雲研究所編と時定高校編と2つのバージョンが収録されている。東雲研究所編として今野宏美、古谷静佳、白石稔が、時定高校編として本多真梨子、相沢舞、富樫美鈴が参加している。また、「日常の風邪」はEテレ版第7話で使用された。
2011年4月から9月まで独立局などで全26話が放送され、本放送終了直後の10月より一部独立局にて前半の13話分が再放送された。さらに2012年1月から3月まで、NHK Eテレで毎週土曜17:55 - 18:20（JST）に全12話に再編集の上で、「日常 Eテレ版」（以下、Eテレ版）として放送された。
声優陣は従来の京都アニメーションの配役方法同様、メインキャラクターに新人・若手声優が、その他のサブキャラクター（特にフェイ王国のキャラクターや次回予告のナレーション）に中堅・ベテラン声優が多く起用されているが、同作品ではプロダクション・エースがキャスティング協力していることもあり、同社所属の若手声優を中心としたキャスティングがされた。作中で時折挿入されるナレーションは銀河万丈が、「ヒトコトワドコトバ」でのナレーション（エンディングのテロップなどでは「言葉お姉さん」の役名）は皆口裕子が担当するが、次回予告のナレーションは毎回違う声優が担当している。
ロケーションに原作者と縁のある群馬県伊勢崎市の実在の風景を多く用いている。

再放送版の最終話では、後提供テロップの前に主要担当声優4人が顔出しで「『日常』の再放送をご覧いただきありがとうございました。またお会いできる日を楽しみにしています」とお礼を言う映像が流された。
各話は、単発のエピソードが連続する形で構成されている。またEテレ版は再編集の形をとっているため、エピソードの収録順が大きく変更されているほか、本放送分のみに限らず、Blu-ray Disc、DVDの収録作品も盛り込まれている。
テレビアニメ版は、Blu-ray DiscやDVDなどのパッケージがあまり売れず、映像ソフトとしては大きな商業的成果を残せなかった一方で、Eテレ版の放送に対しては大きな反響が寄せられた。民放で一度放送されたテレビアニメがNHK Eテレで放送されるのは異例のこととして紹介され、更にEテレ版最終回の放送11日後である4月9日までには、放送年と同じくしてNHKのホームページに新設された再放送要望受付ページに、33件の要望と総数のべ4000件を超える賛同意見が届けられ、それを受けて急遽2012年6月に再放送が行われた。この再放送要望受付ページで、初めて要望が採用され、実際に再放送することが決定した番組である。
同作品が前例となった、民放UHFアニメのNHK Eテレでの日本全国再放送は、2016年1月期に放送された『ラブライブ!（第1期）』でも実現している。

### スタッフ
- 企画 - 安田猛、八田陽子、武智恒雄、井上俊次、太布尚弘
- 原作・構成協力 - あらゐけいいち
- シリーズ構成 - 花田十輝
- キャラクターデザイン・総作画監督 - 西屋太志
- 企画プロデューサー - 伊藤敦、八田英明
- 色彩設計 - 宮田佳奈
- 美術監督 - 鵜ノ口穣二
- 撮影監督 - 高尾一也
- 設定 - 高橋博行
- 音響監督 - 鶴岡陽太
- 編集 - 重村建吾
- 音楽 - 野見祐二
- 音楽プロデューサー - 斎藤滋
- 音響制作 - 楽音舎
- 音楽制作 - ランティス
- 監督 - 石原立也
- 副監督 - 石立太一
- アニメーション制作 - 京都アニメーション
- 製作 - 東雲研究所

### 主題歌

#### オープニングテーマ
「ヒャダインのカカカタ☆カタオモイ-C」（第1話 - 第6話、第8話 - 第13話、Eテレ版：奇数回）
作詞・作曲・編曲 - 前山田健一 / 歌 - ヒャダイン
「ヒャダインのじょーじょーゆーじょー」（第14話 - 第16話、第18話 - 第23話、第25話、Eテレ版：偶数回）
作詞・作曲・編曲 - 前山田健一 / 歌 - ヒャダイン

#### エンディングテーマ
「Zzz」（第1話 - 第13話、Eテレ版：第1話 - 第12話）
作詞・作曲・編曲 - 前山田健一 / 歌 - 佐咲紗花
第6話では不使用。
第2話、第10 - 13話、Eテレ版第2、4、5、8、10話ではZzz（Bossa Nova Version）
第7 - 9話、Eテレ版第3、7、9、11話ではZzz（Acappella Version）を使用。
アレンジバージョンはともにシングルに収録されている。いずれもエンドロール上ではバージョンについての言及は無い。
「翼をください」（第14話）
作詞 - 山上路夫 / 作曲 - 村井邦彦 / 編曲 - 伊藤真澄 / 歌 - 佐咲紗花
これ以降は同一のエンディング映像のもと、毎話ごとに曲が変わるようになっている。曲目は主に小中高校の合唱コンクールや卒業式などで歌われる合唱曲。
「気球にのってどこまでも」（第15話）
作詞 - 東龍男 / 作曲 - 平吉毅州 / 編曲 - 伊藤真澄 / 歌 - 東雲なの、はかせ、阪本さん
「マイ バラード」（第16話）
作詞・作曲 - 松井孝夫 / 編曲 - 伊藤真澄 / 歌 - 佐咲紗花
「怪獣のバラード」（第17話）
作詞 - 岡田冨美子 / 作曲 - 東海林修 / 編曲 - 伊藤真澄 / 歌 - 相生祐子、長野原みお、水上麻衣
「グリーングリーン」（第18話）
作詞・作曲 - Barry McGuire、Randy Sparks / 訳詞 - 片岡輝 / 編曲 - 伊藤真澄 / 歌 - 佐咲紗花
「野生の馬」（第19話）
作詞 - 中村千栄子 / 作曲 - 岩河三郎 / 編曲 - 伊藤真澄 / 歌 - 高崎学、桜井泉、中村かな、桜井誠、関口ユリア、安中榛名、小木
「あの素晴らしい愛をもう一度」（第20話）
作詞 - 北山修 / 作曲 - 加藤和彦 / 編曲 - 伊藤真澄 / 歌 - 佐咲紗花
「巣立ちの歌」（第21話）
作詞 - 村野四郎 / 作曲 - 岩河三郎 / 編曲 - 伊藤真澄 / 歌 - 笹原幸治郎、立花みさと、中之条剛、ウェボシー、フェッちゃん
「仰げば尊し」（第22話）
作詞・作曲 - 文部省唱歌 / 編曲 - 伊藤真澄 / 歌 - 佐咲紗花
「空がこんなに青いとは」（第23話）
作詞 - 岩谷時子 / 作曲 - 野田暉行 / 編曲 - 伊藤真澄 / 歌 - はかせ、水上麻衣
「勇気一つを友にして」（第24話）
作詞 - 片岡輝 / 作曲 - 越部信義 / 編曲 - 伊藤真澄 / 歌 - 佐咲紗花
「Let's search for Tomorrow」（第25話）
作詞 - 堀徹 / 作曲 - 大澤徹訓 / 編曲 - 伊藤真澄 / 歌 - 相生祐子、長野原みお、水上麻衣
「旅立ちの日に」（第26話）
作詞 - 小嶋登 / 作曲 - 坂本浩美 / 編曲 - 伊藤真澄 / 歌 - 相生祐子、長野原みお、水上麻衣、東雲なの、はかせ、阪本さん
「日常0話エンディングテーマ」（OVA）
作曲・編曲 - 野見祐二 / 歌 - 佐咲紗花
歌詞は存在しない。日常のブルーレイ特装版1巻のサウンドトラックに収録された。

#### 挿入歌
「ヘッドライト・テールライト」（第19話、Eテレ版：第4話）
作詞・作曲・歌 - 中島みゆき / 編曲 - 瀬尾一三

### 各話リスト
本放送
サブタイトルは公式サイトでは『日常の第X話』、京アニサイトでは各エピソード表記となっている。
| 話数 | サブタイトル | 脚本           | 絵コンテ・演出 | 作画監督   | 放送日 （テレビ愛知） |
| ---- | --- | -------------- | -------------- | ---------- | --------------------- |
| #1   | 日常の第一話 やる気/日常の1/ワンダフル/日常の2/日常の3/消火栓/Helvetica Standard「KY」/ボタン/要件と用件/日常の4                                                 | 花田十輝       | 石原立也       | 西屋太志   | 2011年 4月2日         |
| #2   | 日常の第二話 グリコ/日常の5/呪文/日常の6/日常の7/片付け/生徒指導/甘食/日常の8                                                                                    | 花田十輝       | 石立太一       | 堀口悠紀子 | 4月9日                |
| #3   | 日常の第三話 日常の9/田中/日常の10/日常の11/日常の12/わら/Helvetica Standard「天狗」/わら2/日常の13                                                              | 花田十輝       | 内海紘子       | 池田和美   | 4月16日               |
| #4   | 日常の第四話 日常の14/生徒指導/囲碁サッカー部1/日常の15/日常の16/囲碁サッカー部2/インコ/日常の17/中之条/日常の18                                                 | 花田十輝       | 米田光良       | 門脇未来   | 4月23日               |
| #5   | 日常の第五話 だにゃん/日常の19/だるま落とし/日常の20/日常の21/Helvetica Standard「トースター」/こっくりさん/日常の22                                             | 花田十輝       | 山田尚子       | 堀口悠紀子 | 4月30日               |
| #6   | 日常の第六話 ホイコーロー/日常の23/囲碁サッカー部3/日常の24/10円サッカー/日常の25/10数えたら/囲碁サッカー部4/日常の26                                            | 西岡麻衣子     | 三好一郎       | 植野千世子 | 5月7日                |
| #7   | 日常の第七話 日常の27/宝くじ/プレゼント/日常の28/Helvetica Standard「鎌」/想像/駆け込み乗車は危険です/何にしましょ/日常の29/日常の30/誕生日プレゼント            | 村元克彦       | 北之原孝將     | 池田晶子   | 5月14日               |
| #8   | 日常の第八話 日常の31/囲碁サッカー部5/ポップコーン/日常の32/日常の33/囲碁サッカー部6/スタート/Helvetica Standard「引退試合」/しっぽ/囲碁サッカー部7/日常の34     | 西岡麻衣子     | 武本康弘       | 高橋博行   | 5月21日               |
| #9   | 日常の第九話 日常の35/豆テスト/日常の36/日常の37/Helvetica Standard「ちらし寿司」/我慢/日常の38/日常の39/蚊                                                      | 村元克彦       | 内海紘子       | 池田和美   | 5月28日               |
| #10  | 日常の第十話 だるまさんがころんだ/日常の40/シャボン/無敵星人/ブルーノート/日常の41/ナサ/日常の42/川釣り/日常の43                                                 | 瀬川千鶴       | 米田光良       | 門脇未来   | 6月4日                |
| #11  | 日常の第十一話 Helvetica Standard「雀の涙」/日常の44/大工力/日常の45/日常の46/マニー/次、阪本ね/日常の47/開ける                                                  | 花田十輝       | 坂本一也       | 秋竹斉一   | 6月11日               |
| #12  | 日常の第十二話 ナツい/日常の48/慣用句/日常の49/名刺/自動販売機/日常の50/日常の51/泉/箸置き/日常の52/暇ゲーム/ついつい                                            | ジョー伊藤     | 北之原孝將     | 池田晶子   | 6月18日               |
| #13  | 日常の第十三話 日常の53/日常の54/80点モンゴリアン/コツ/現実/Helvetica Standard「時代の波」/日常の55/ノリノリ/エデン/明日から学校いっていいよ〜                   | 石原立也       | 坂本一也       | 鴨居知世   | 6月25日               |
| #14  | 日常の第十四話 日常の56/占い/日常の57/気になる/日常の57.5/くつ/バディ/日常の58/青春                                                                              | 花田十輝       | 三好一郎       | 植野千世子 | 7月2日                |
| #15  | 日常の第十五話 日常の59/日常の60/日常の61/大福フェア①/大福フェア②/中村先生、回路ショート君/日常の62/おもちかえり/日常の63                                        | 石立太一       | 北之原孝將     | 池田晶子   | 7月9日                |
| #16  | 日常の第十六話 日常の64/キャッチボール/ティコマート/日常の65/日常の66/15年目の真実/日常の67                                                                      | 花田十輝       | 武本康弘       | 高橋博行   | 7月16日               |
| #17  | 日常の第十七話 日常の68/日常の69/体育館裏1/日常の70/体育館裏2/日常の71/こたつ                                                                                    | 西岡麻衣子     | 山田尚子       | 堀口悠紀子 | 7月23日               |
| #18  | 日常の第十八話 日常の72/中村先生/日常の73/クレーンゲーム/日常の74/寝る/ボランティア精神/Helvetica Standard「」/日常の75/Helvetica Standard「」/日常の76/日常の77 | 村元克彦       | 内海紘子       | 池田和美   | 7月30日               |
| #19  | 日常の第十九話 Helvetica Standard「」/日常の78/新人1/新人2/新人3/日常の79/日常の80/日常の81/日常の82                                                             | ジョー伊藤     | 内海紘子       | 池田和美   | 8月6日                |
| #20  | 日常の第二十話 へのへの/日常の83/ヘルベチカスタンダード「」/風紀/日常の84/メロンパン/日常の85/日常の86                                                           | 花田十輝       | 三好一郎       | 植野千世子 | 8月13日               |
| #21  | 日常の第二十一話 日常の87/日常の88/Helvetica Standard「」/日常の89/嗚呼、これも青春/日常の90/日常の91/日常の92/日曜日の夜                                        | 村元克彦       | 河浪栄作       | 門脇未来   | 8月20日               |
| #22  | 日常の第二十二話 日常の93/日常の94/君臨/とあるクリスマスの一コマ/Helvetica Standard「」/ワナ/日常の95/自由への疾走/日常の96                                      | 西岡麻衣子     | 武本康弘       | 高橋博行   | 8月27日               |
| #23  | 日常の第二十三話 一番のり ソリッド/日常の97/アクシデント/日常の98/Helvetica Standard「」/日常の99/日常の100/誰か助けて下さい/日常の101                           | 村元克彦       | 坂本一也       | 鴨居知世   | 9月3日                |
| #24  | 日常の第二十四話 中村先生2/日常の102/ヘルベチカスタンダード「」/はずす/日常の103/飛ぶ/日常の104/催眠術/日常の105                                                 | 花田十輝       | 北之原孝將     | 池田晶子   | 9月10日               |
| #25  | 日常の第二十五話 日常の106/カレー/日常の107/日常の108/日常の109                                                                                                  | 花田十輝       | 武本康弘       | 丸木宣明   | 9月17日               |
| #26  | 日常の第二十六話 バースデー/日常の110/校長と教頭/囲碁サッカー部8/日常の111/日常の112/日常の113/やる気                                                            | あらゐけいいち | 石立太一       | 西屋太志   | 9月24日               |

OVA
| 話数      | サブタイトル   | 脚本     | 絵コンテ | 演出     | 作画監督 |
| --------- | -------------- | -------- | -------- | -------- | -------- |
| 日常の0話 | 日常の褒め     | 花田十輝 | 石原立也 | 坂本一也 | 西屋太志 |
| 日常の0話 | 日常の風邪     | 花田十輝 | 石原立也 | 坂本一也 | 西屋太志 |
| 日常の0話 | 日常の貸し切り | 花田十輝 | 石原立也 | 坂本一也 | 西屋太志 |

Eテレ版
| 話数 | サブタイトル | 脚本                                                          | 絵コンテ・演出                                                                           | 作画監督                                                                                   | 放送日 （NHK Eテレ） |
| ---- | --- | ------------------------------------------------------------- | ---------------------------------------------------------------------------------------- | ------------------------------------------------------------------------------------------ | -------------------- |
| #1   | 日常の第一話 川釣り/日常の97/しっぽ/ホイコーロー/日常の55/日常の26/インコ | 花田十輝、瀬川千鳥、石原立也 村元克彦、西岡麻衣子             | 三好一郎、武本康弘、米田光良 坂本一也、石立太一、河浪栄作                                | 高橋博行、西屋太志、植野千世子 門脇未来、鴨居知世                                          | 2012年 1月7日        |
| #2   | 日常の第二話 10円サッカー/日常の37/日常の56/宝くじ/プレゼント/日常の58/誕生日プレゼント/日常の33/Helvetica Standard「KY」                                                             | 花田十輝、村元克彦、西岡麻衣子                                | 石原立也、三好一郎、北之原孝將 武本康弘、内海紘子                                        | 高橋博行、池田晶子、西屋太志 植野千世子、池田和美                                          | 1月14日              |
| #3   | 日常の第三話 日常の2/日常の39/日常の21/占い/日常の7/日常の46/日常の51/くつ | 花田十輝、ジョー伊藤、村元克彦 石立太一                       | 石原立也、三好一郎、北之原孝將 坂本一也、山田尚子、内海紘子                              | 池田晶子、西屋太志、植野千世子 堀口悠紀子、秋竹斉一、鴨居知世 池田和美                     | 1月21日              |
| #4   | 日常の第四話 日常の60/Helvetica Standard「」/日常の9/日常の30/日常の6/だるまさんがころんだ/日常の79                                                                                   | 花田十輝、ジョー伊藤、瀬川千鶴 村元克彦、石立太一、西岡麻衣子 | 三好一郎、北之原孝將、米田光良 石立太一、河浪栄作、内海紘子                              | 池田晶子、植野千世子、堀口悠紀子 池田和美、門脇未来                                        | 1月28日              |
| #5   | 日常の第五話 日常の69/日常の13/へのへの/日常の44/日常の85/日常の43/催眠術/わら/わら2                                                                                                  | 花田十輝、瀬川千鳥、村元克彦 西岡麻衣子                       | 三好一郎、北之原孝將、武本康弘 米田光良、坂本一也、山田尚子 河浪栄作、内海紘子           | 池田晶子、植野千世子、堀口悠紀子 秋竹斉一、鴨居知世、丸木宣明 池田和美、門脇未来           | 2月4日               |
| #6   | 日常の第六話 開ける/日常の67/日常の28/体育館裏1/日常の52//体育館裏2/日常の95/体育館裏3/日常の5                                                                                        | 花田十輝、ジョー伊藤、村元克彦 西岡麻衣子                     | 三好一郎、北之原孝將、武本康弘 坂本一也、石立太一、山田尚子                              | 高橋博行、池田晶子、植野千世子 堀口悠紀子、秋竹斉一、鴨居知世                              | 2月11日              |
| #7   | 日常の第七話 生徒指導/日常の風邪/メロンパン/Helvetica Standard「」/日常の35/日常の64/日常の54//Helvetica Standard「」/大福フェア①/ポップコーン/大福フェア②/田中                       | 花田十輝、石原立也、石立太一 村元克彦、西岡麻衣子             | 石原立也、三好一郎、北之原孝將 武本康弘、坂本一也、石立太一 内海紘子                     | 高橋博行、池田晶子、西屋太志 植野千世子、堀口悠紀子、秋竹斉一 鴨居知世、丸木宣明、池田和美 | 2月18日              |
| #8   | 日常の第八話 無敵星人/蚊/日常の18/10数えたら/日常の62/だにゃん/日常の68/日常の62/日常の76/クレーンゲーム/日常の34/暇ゲーム/縄跳び                                                     | 花田十輝、ジョー伊藤、瀬川千鶴 村元克彦、石立太一、西岡麻衣子 | 三好一郎、北之原孝將、武本康弘 米田光良、石立太一、山田尚子 河浪栄作、内海紘子           | 高橋博行、池田晶子、植野千世子 堀口悠紀子、池田和美、門脇未来                              | 2月25日              |
| #9   | 日常の第九話 名刺/日常の105/80点モンゴリアン/コツ/次、阪本ね/ノリノリ/エデン/日常の107/日常の109/片付け/日常の16                                                                      | 花田十輝、ジョー伊藤、石原立也                                | 北之原孝將、武本康弘、米田光良 坂本一也、石立太一、河浪栄作                              | 池田晶子、堀口悠紀子、秋竹斉一 鴨居知世、丸木宣明、門脇未来                                | 3月3日               |
| #10  | 日常の第十話 スタート/日常の108/日常の83/ブルーノート/日常の86/オグリキャップってこんなの/日常の80/一番のりソリッド                                                                   | 花田十輝、ジョー伊藤、瀬川千鶴 村元克彦、石立太一、西岡麻衣子 | 三好一郎、北之原孝將、武本康弘 米田光良、坂本一也、河浪栄作 内海紘子                     | 高橋博行、池田晶子、植野千世子 鴨居知世、丸木宣明、池田和美 門脇未来                       | 3月10日              |
| #11  | 日常の第十一話 校長と教頭/日常の96/風紀/日常の23/日常の101/東雲踊り/日常の104/日常の53/寝る                                                                                           | 花田十輝、石原立也、村元克彦 西岡麻衣子                       | 三好一郎、北之原孝將、武本康弘 坂本一也、石立太一、内海紘子                              | 高橋博行、池田晶子、西屋太志 植野千世子、鴨居知世、池田和美                                | 3月17日              |
| #12  | 日常の第十二話 だるま落とし/アクシデント/日常の71/嗚呼、これも青春/ティコマート/こたつ/日常の87/日曜の夜/NO諸行無常NO殺生/ついつい/日常の74/日常の49/昼寝/日常の77/誰か助けてください | 花田十輝、ジョー伊藤、村元克彦 西岡麻衣子                     | 石原立也、三好一郎、北之原孝將 武本康弘、坂本一也、石立太一 山田尚子、河浪栄作、内海紘子 | 高橋博行、池田晶子、西屋太志 植野千世子、堀口悠紀子、鴨居知世 丸木宣明、池田和美、門脇未来 | 3月24日              |

### 放送局
| 放送対象地域         | 放送局                    | 放送期間                 | 放送日時                     | 系列           | 備考                                                                                 |
| -------------------- | ------------------------- | ------------------------ | ---------------------------- | -------------- | ------------------------------------------------------------------------------------ |
| 愛知県               | テレビ愛知                | 2011年4月3日 - 9月25日   | 日曜 2:20 - 2:50（土曜深夜） | テレビ東京系列 |                                                                                      |
| 日本全域             | ニコニコチャンネル        | 2011年4月3日 - 9月25日   | ネット配信                   | 全話配信終了。 |                                                                                      |
| 千葉県               | チバテレビ                | 2011年4月4日 - 9月26日   | 月曜 0:00 - 0:30（日曜深夜） | 独立UHF局      |                                                                                      |
| 埼玉県               | テレ玉                    | 2011年4月4日 - 9月26日   | 月曜 1:05 - 1:35（日曜深夜） | 独立UHF局      |                                                                                      |
| 京都府               | KBS京都                   | 2011年4月5日 - 9月27日   | 火曜 1:00 - 1:30（月曜深夜） | 独立UHF局      |                                                                                      |
| 神奈川県             | tvk                       | 2011年4月5日 - 9月27日   | 火曜 1:15 - 1:45（月曜深夜） | 独立UHF局      |                                                                                      |
| 広島県               | テレビ新広島              | 2011年4月5日 - 9月27日   | 火曜 1:25 - 1:55（月曜深夜） | フジテレビ系列 |                                                                                      |
| 兵庫県               | サンテレビ                | 2011年4月6日 - 9月28日   | 水曜 0:00 - 0:30（火曜深夜） | 独立UHF局      |                                                                                      |
| 東京都               | TOKYO MX                  | 2011年4月7日 - 9月29日   | 木曜 1:30 - 2:00（水曜深夜） | 独立UHF局      |                                                                                      |
| 石川県               | 北陸放送                  | 2011年4月7日 - 9月29日   | 木曜 1:55 - 2:25（水曜深夜） | TBS系列        |                                                                                      |
| 群馬県               | 群馬テレビ                | 2011年4月7日 - 9月29日   | 木曜 23:30 - 翌日金曜0:00    | 独立UHF局      |                                                                                      |
| 福井県               | 福井放送                  | 2011年4月8日 - 9月30日   | 金曜 1:35 - 2:05（木曜深夜） | 日本テレビ系列 |                                                                                      |
| 福岡県               | TVQ九州放送               | 2011年4月8日 - 9月30日   | 金曜 1:53 - 2:23（木曜深夜） | テレビ東京系列 |                                                                                      |
| 岡山県・香川県       | テレビせとうち            | 2011年4月8日 - 9月30日   | 金曜 2:10 - 2:40（木曜深夜） | テレビ東京系列 |                                                                                      |
| 北海道               | テレビ北海道              | 2011年4月9日 - 10月1日   | 土曜 2:00 - 2:30（金曜深夜） | テレビ東京系列 |                                                                                      |
| 宮城県               | 東北放送                  | 2011年4月15日 - 9月30日  | 金曜 1:40 - 2:10（木曜深夜） | TBS系列        | 当初は4月7日に放送を開始する予定だった。                                             |
| 富山県               | チューリップテレビ        | 2011年4月15日 - 9月30日  | 金曜 1:42 - 2:12（木曜深夜） | TBS系列        | 当初は4月7日に放送を開始する予定だった。                                             |
| 日本全域             | AT-X                      | 2013年4月19日 - 10月11日 | 金曜 22:00 - 22:30           | CS放送         | リピート放送あり                                                                     |
| 日本全域             | キッズステーション        | 2014年4月14日 - 11月10日 | 月曜 23:00 - 23:30           | CS放送         | リピート放送あり                                                                     |
| 日本全域             | テレ朝チャンネル1         | 2018年2月8日 - 8月2日    | 木曜 20:30 - 21:00           | CS放送         | 字幕放送あり リピート放送あり                                                        |
| 日本全域と海外の一部 | カートゥーン ネットワーク | 不明                     | 左記参考                     | CS放送         | 日本は2ヵ国語放送は未実施。 国によって放送時間及び放送時期が異なる。                 |
| 再放送（#1 - #13）   |                           |                          |                              |                |                                                                                      |
| 東京都               | TOKYO MX                  | 2011年10月3日 - 12月26日 | 月曜 19:00 - 19:30           | 独立局         | SD画質での放送                                                                       |
| 兵庫県               | サンテレビ                | 2011年10月5日 - 12月28日 | 水曜 18:00 - 18:30           | 独立局         |                                                                                      |
| NHK Eテレ版          |                           |                          |                              |                |                                                                                      |
| 日本全域             | NHK Eテレ                 | 2012年1月7日 - 3月24日   | 土曜 17:55 - 18:20           | NHK            | 全12話に再編集放送。 字幕放送あり、次回予告なし。 2011年版未放送のエピソードも放送。 |
| NHK Eテレ版 再放送   |                           |                          |                              |                |                                                                                      |
| 日本全域             | NHK Eテレ                 | 2012年6月2日 - 6月16日   | 土曜 15:00 - 16:40           | NHK            | 4話ずつ、3週に分けて放送。                                                           |
| 近畿広域圏           | NHK Eテレ                 | 2012年6月2日             | 土曜 16:30 - 16:55           | NHK            | #1                                                                                   |
| 近畿広域圏           | NHK Eテレ                 | 2012年6月2日             | 日曜 1:50 - 2:15（土曜深夜） | NHK            | #2                                                                                   |
| 近畿広域圏           | NHK Eテレ                 | 2012年6月9日             | 土曜 14:10 - 16:40           | NHK            | #3 - #8                                                                              |
| 近畿広域圏           | NHK Eテレ                 | 2012年6月16日            | 土曜 15:00 - 16:40           | NHK            | #9 - #12                                                                             |

### Blu-ray Disc/DVD
Blu-ray Disc/DVD通常版・特装版
Blu-ray Discは特装版と通常版、DVDも特装版と通常版と計4系統で発売された。各巻2話収録で全13巻。発売元は角川書店、販売元は角川書店と京都アニメーションの共同である。
特装版はサウンドトラックとラジオの再編集版を収録したCD、提供バックイラストステッカー2枚、日常格言絵はがき等が収録されている。通常版との共通特典として、ブックレットのほか、音声特典のオーディオコメンタリーや映像特典のロケハン映像、BGMレコーディング映像、TV未収録のオリジナル次回予告映像等が収録されている。
| 巻数 | 発売日         | 収録話     | オーディオコメンタリー出演者 | 規格品番  | 規格品番  | 規格品番  | 規格品番  |
| 巻数 | 発売日         | 収録話     | オーディオコメンタリー出演者 | 特装版BD  | 通常版BD  | 特装版DVD | 通常版DVD |
| ---- | -------------- | ---------- | ---------------------------- | --------- | --------- | --------- | --------- |
| 1    | 2011年06月24日 | 第1、2話   | 本多真梨子、相沢舞           | KAXA-3201 | KAXA-3214 | KABA-9001 | KABA-9101 |
| 2    | 2011年07月22日 | 第3、4話   | 今野宏美、古谷静佳           | KAXA-3202 | KAXA-3215 | KABA-9002 | KABA-9102 |
| 3    | 2011年08月26日 | 第5、6話   | 本多真梨子、富樫美鈴         | KAXA-3203 | KAXA-3216 | KABA-9003 | KABA-9103 |
| 4    | 2011年09月30日 | 第7、8話   | 堀川千華、川原慶久           | KAXA-3204 | KAXA-3217 | KABA-9004 | KABA-9104 |
| 5    | 2011年10月28日 | 第9、10話  | 小林元子、烏田裕志           | KAXA-3205 | KAXA-3218 | KABA-9005 | KABA-9105 |
| 6    | 2011年11月25日 | 第11、12話 | 吉崎亮太、佐土原かおり       | KAXA-3206 | KAXA-3219 | KABA-9006 | KABA-9106 |
| 7    | 2011年12月22日 | 第13、14話 | 本多真梨子、相沢舞           | KAXA-3207 | KAXA-3220 | KABA-9007 | KABA-9107 |
| 8    | 2012年01月27日 | 第15、16話 | 水原薫、今野宏美             | KAXA-3208 | KAXA-3221 | KABA-9008 | KABA-9108 |
| 9    | 2012年02月24日 | 第17、18話 | 土門仁、宮下栄治             | KAXA-3209 | KAXA-3222 | KABA-9009 | KABA-9109 |
| 10   | 2012年03月23日 | 第19、20話 | 樋口結美、玉置陽子           | KAXA-3210 | KAXA-3223 | KABA-9010 | KABA-9110 |
| 11   | 2012年04月27日 | 第21、22話 | 本田愛美、山本和臣           | KAXA-3211 | KAXA-3224 | KABA-9011 | KABA-9111 |
| 12   | 2012年05月25日 | 第23、24話 | 稲田徹、小菅真美             | KAXA-3212 | KAXA-3225 | KABA-9012 | KABA-9112 |
| 13   | 2012年06月29日 | 第25、26話 | 水原薫、白石稔               | KAXA-3213 | KAXA-3226 | KABA-9013 | KABA-9113 |

ディレクターズカット版DVD-BOX
Eテレ放送版全12話を収録。発売元・販売元はともに角川書店。仕様はキャラクターデザイン西屋太志の描き下ろしイラスト使用の収納ボックス、2枚組トールケース（本編3枚、特典映像1枚の全4枚）。封入特典として「4ページカラー解説書」、「あらゐけいいち、ゆっこ役の本多真梨子、東雲なの役の古谷静佳が描いたスケッチイラストのポストカード」が付属している。特典映像としてEテレ版のプロモーション映像と番宣スポットの他あらゐけいいちプロデュースの実写映像番組『ゆっこ対なの 空前の大決戦!!』が収録されている。『ゆっこ対なの 空前の大決戦!!』においては、提示された指示よりゆっこ役の本多真梨子となの役の古谷静佳が様々な対決を行なっている。品番はKABA-9820。2012年11月30日発売。
コンプリートBlu-ray BOX&コンプリートDVD-BOX
本放送全26話に加え第0話も収録し全27話分を収録している。0話は初Blu-ray化である。発売元は・販売元は共に角川書店。仕様はBlu-ray BOXとDVD-BOXと共通して原作者あらゐけいいちによる描きおろしジャケット、原作あらゐけいいちによるイラストポストカードが3枚が新規に収録され、そして16ページ分のカラー解説書と描きおろしのBOXが付属する。Blu-ray BOXは2層ディスク5枚でアマレイBDケース2本組構成、DVD-BOXは片面2層のディスク5枚でトールケース2本組である。
特典映像としてシリーズBlu-ray DiscやDVDに収録されたノンテロップOP&ED、パイロット映像、テレビCMスポットが再録される他、オリジナル次回予告が再録された。また音声特典として全26話分のオーディオコメンタリーに加え第0話に収録されたオーディオコメンタリーも再録された。
| -           | 発売日        | 規格品番  |
| ----------- | ------------- | --------- |
| DVD-BOX     | 2013年7月26日 | KABA-9821 |
| Blu-ray BOX | 2013年8月30日 | KAXA-9801 |

### 関連CD
発売元はLantis。

#### キャラクターソング
2011年7月6日に発売された。東雲なののキャラクターソングであり、劇中でなの役を演じる古谷静佳が唄っている。
全作詞・作曲・編曲：前山田健一
1. なののネジ回しラプソディ [4:13]
2. なののおひるねおせんたく [4:30]
3. なののネジ回しラプソディ（off vocal）
4. なののおひるねおせんたく（off vocal）

2011年7月6日に発売された。はかせのキャラクターソング。劇中ではかせ役を演じる今野宏美が唄っている。
全作詞・作曲・編曲：前山田健一
1. はかせの好きなのなの [4:09]
2. はかせのサメといぬ [4:00]
3. はかせの好きなのなの（off vocal）
4. はかせのサメといぬ（off vocal）

2011年7月6日に発売された。阪本さんのキャラクターソング。劇中で 阪本さん役を演じる白石稔が唄っている。
全作詞・作曲：前山田健一、編曲：板垣祐介
1. 阪本さんのニャーというとでも思ったか [4:59]
2. 阪本さんのねこじぇらしー [3:58]
3. 阪本さんのニャーというとでも思ったか（off vocal）
4. 阪本さんのねこじぇらしー（off vocal）

2011年8月10日に発売された。長野原みおのキャラクターソングであり、劇中で長野原みお役を演じる相沢舞が唄っている。
全作詞・作曲：前山田健一
1. みおのカプってカプって萌えちぎれ [4:06]
2. ゆっこはほんとにバカだなあ [4:37]
編曲：藤澤慶昌
3. みおのカプってカプって萌えちぎれ（off vocal）
4. ゆっこはほんとにバカだなあ（off vocal）

2011年8月10日に発売された。相生祐子のキャラクターソングであり、劇中で相生祐子を演じる本多真梨子が唄っている。
全作詞・作曲・編曲：前山田健一
1. ゆっこのスラマッパギだよ人生は [3:44]
2. ゆっこのギャグ百連発 [4:10]
3. ゆっこのスラマッパギだよ人生は（off vocal）
4. ゆっこのギャグ百連発（off vocal）

2011年8月10日に発売された。水上麻衣のキャラクターソングであり、劇中で水上麻衣を演じる富樫美鈴が唄っている。カップリングには「ヒャダインのカカカタ☆カタオモイ-C」の麻衣バージョン「麻衣のカカカタ☆カタオモイ-梵」が収録されている。
全作詞・作曲：前山田健一
1. 麻衣の涙の阿弥陀如来 [4:42]
編曲：板垣祐介
2. 麻衣のカカカタ☆カタオモイ-梵 [4:10]
3. 麻衣の涙の阿弥陀如来（off vocal）
4. 麻衣のカカカタ☆カタオモイ-梵（off vocal）

2011年9月7日に発売された。笹原幸治郎のキャラクターソングであり、劇中で幸治郎を演じる川原慶久が唄っている。
全作詞・作曲：前山田健一
1. 笹原のコジロウポルカ
編曲：藤澤慶昌
2. 笹原の桜舞う時定
3. 笹原のコジロウポルカ（off vocal）
4. 笹原の桜舞う時定（off vocal）

2011年9月7日に発売された。立花みさとのキャラクターソングであり、劇中でみさとを演じる堀川千華が唄っている。
全作詞・作曲：前山田健一
1. みさとの学校生活は爆発だっ!!
2. みさとの教えてフェっちゃんウェボシー
3. みさとの学校生活は爆発だっ!!（off vocal）
4. みさとの教えてフェっちゃんウェボシー（off vocal）

2011年8月24日に発売された。「日常のキャラクターソング その6」と同じく水上麻衣のキャラクターソングで、劇中で水上麻衣を演じる富樫美鈴が唄っている。「日常のまち」は、白石稔が出演する日常のブルーレイ、DVD映像特典『たんけんはっけん日常のまち』のテーマソング、「大威徳明王のテーマ」は、タイトル通り水上麻衣が大好きな大威徳明王のイメージソングとなっている。なお作詞・作曲はどちらも白石が手掛けている。
全作詞・作曲：白石稔
1. 日常のまち [4:11]
編曲：菊谷知樹
2. 大威徳明王のテーマ [5:15]
編曲：鈴木マサキ
3. 日常のまち（off vocal）
4. 大威徳明王のテーマ（off vocal）

2011年10月26日に発売された、安中さん、関口ユリア、桜井先生、中村先生、校長先生のキャラクターソング。off vocal版の収録はされていない。
全作詞・作曲・編曲：前山田健一
1. 安中のぴょん!ぴょん!エー!!
2. 関口ユリアの先輩と囲碁サッカー部
3. 桜井先生のドキドキ生徒指導
4. 中村先生の科学の名のもとに!
5. 校長のチョーチョー校長

#### ドラマCD 日常の日めくりCD
ドラマCDシリーズを通して音響監督・音楽スタッフ・キャストともアニメと同一でアニメの製作委員会である東雲研究所が製作協力を務めている。脚本監修はアニメのシリーズ構成である花田十輝、脚本協力はSATZが担当している。アニメの裏の場面を描いている話もある。日めくりの通り●日■日であったなら1日のことを一人のキャラクターがつぶやき次の日は別のキャラクターがつぶやく形式。全4巻。
日常の日めくりCDその1
2011年7月27日発売、LACA-15130
脚本: 安藤和弘、岩本梨雨子、西都大貴、徳永卓司、前田基成
登場人物: 相生祐子、長野原みお、水上麻衣、東雲なの、はかせ、阪本さん、笹原幸治郎、立花みさと、校長先生、桜井先生、長野原よしの
4月1日から6月30日までを収録。
日常の日めくりCDその2
2011年8月24日発売、LACA-15131
脚本: 安藤和弘、岩本梨雨子、西都大貴、徳永卓司、前田基成
登場人物: 相生祐子、長野原みお、水上麻衣、東雲なの、はかせ、阪本さん、笹原幸治郎、立花みさと、大工健三郎、関口ユリア、校長先生、桜井先生、高崎先生、ゆっこ母
7月1日から9月30日までを収録。
日常の日めくりCDその3
2011年9月21日発売、LACA-15147
脚本: 安藤和弘、岩本梨雨子、西都大貴、徳永卓司、前田基成
登場人物: 相生祐子、長野原みお、水上麻衣、東雲なの、はかせ、阪本さん、笹原幸治郎、大工健三郎、関口ユリア、安中さん、校長先生、桜井先生、高崎先生、教頭先生
10月1日から12月31日までを収録。
日常の日めくりCDその4
2011年10月26日発売、LACA-15158
登場人物:相生祐子、長野原みお、水上麻衣、東雲なの、はかせ、阪本さん、笹原幸治郎、立花みさと、大工健三郎、関口ユリア、安中さん、桜井先生、高崎先生、中村先生、長野原よしの、立花みほし
1月1日から3月31日までを収録。

#### ラジオ『日常のラヂオ』テーマソング
WEBラジオ「日常のラヂオ」テーマソング
2011年6月22日発売、LACM-4815
後述するWEBラジオ番組「日常のラヂオ」のテーマソングを収録したCD。
全作詞・作曲・編曲：前山田健一
1. 東雲研究所の、今日も平和です
2. ゆっこ・みお・麻衣の スチャラカ三人衆
3. 東雲研究所の、今日も平和です (off vocal)
4. ゆっこ・みお・麻衣の スチャラカ三人衆 (off vocal)

### ラジオ
タイトルは『日常のラヂオ』。2011年2月25日よりランティスウェブラジオで毎週更新されていた。2011年12月30日に配信された第45回をもって放送は終了。番組は東雲研究所編と時定高校編の二部構成となっている。本ラジオダイジェスト版がブルーレイ、DVD特装版の特典CDに収録されている。月刊少年エース2011年5月号に新規収録の出張版CDが付属した。
パーソナリティ
- 東雲研究所編
  - 今野宏美（はかせ役）
  - 古谷静佳（東雲なの役、第1 - 27回）
  - 白石稔（阪本役）
  - 本多真梨子（相生祐子役、第28回より）

- 時定高校編
  - 相沢舞（長野原みお役）
  - 本多真梨子（相生祐子役、第1 - 27回）
  - 富樫美鈴（水上麻衣役）
  - 古谷静佳（東雲なの役、第28回より）

ゲスト
- ヒャダイン - 第11回
- 佐咲紗花 - 第13回

ラヂオのコーナー
- 東雲研究所編
  - フツおた（なんでもokの普通のお便りのコーナー）
  - 本のタイトル（本のタイトルだけ送ってきてもらって、そのタイトルだけでパーソナリティたちがどういう話かを決め付けるコーナー）
  - ゲストのコーナー（ゲストの方に登場していただいて色々としゃべってもらうコーナー）

- 時定高校編
  - フツおた（なんでもokの普通のお便りのコーナー）
  - 男塾合格でしょうか？（よく分からない事象に対して、パーソナリティが入塾か否かを判定するコーナー）
  - ありがとう（どん底になったときこそ前を向こう！というコーナー）
  - ゲストのコーナー（ゲストの方に登場していただいて色々としゃべってもらうコーナー）

ラジオスタッフ
- 企画 - 安田猛
- 番組構成・プロデューサー - 伊藤敦
- 番組アシスタント - 千葉誠
- エンジニア - 奥村伸一郎
- 番組担当 - 川島誠一、伊藤映里
- 収録スタジオ - グロービジョン
- 番組制作 - 角川書店
- 番組制作協力 - ランティス、東雲研究所
- 制作著作 - 東雲研究所

テーマソング
第15回放送（6月3日更新）から使用
東雲研究所編テーマソング
「東雲研究所の、今日も平和です」
作詞・作曲・編曲 - 前山田健一 / 歌 - はかせ（今野宏美）&東雲なの（古谷静佳）&阪本さん（白石稔）

時定高校編テーマソング
「ゆっこ・みお・麻衣の スチャラカ三人衆」
作詞・作曲・編曲 - 前山田健一 / 歌 - 相生祐子（本多真梨子）&長野原みお（相沢舞）&水上麻衣（富樫美鈴）

### ゲーム
日常（宇宙人）
PlayStation Portable用ゲームとして、角川ゲームスより2011年7月28日に発売。開発はブリッジ。ジャンルは「日常型ADV」。発売形態として、通常版の他に、花札やダウンロードコンテンツ「日常（非実在花札）」を付属したDXパックが存在する。声優はアニメと同一。
HMV日常
iOS向けアプリ。2012年6月13日に開始。HMVとのコラボレーションイラストを閲覧することができる。また、インターネットに接続するとDVDソフトのプロモーション映像の再生も可能になる。HMV Japan KKが販売。無料アプリ。2020年現在、ストアからの情報取得不可。
日常iOSアプリ おさんぽ
iOS向け歩数計アプリ。2012年3月17日に開始。新規描き下ろしのアニメーション機能が搭載されている。京都アニメーションが販売。価格は350円。
「日常」きせかえテーマアプリ
Android向けきせかえテーマアプリ。2012年11月29日に開始。イラストは既存のものが使われている。角川書店が販売。価格は525円。